# Liste der Genossenschaftsbanken in Deutschland
Diese Liste beinhaltet die Genossenschaftsbanken in Deutschland aufgrund der Angaben der jeweiligen Regionalverbände des Bundesverbandes der Deutschen Volksbanken und Raiffeisenbanken (BVR).
Genossenschaftsbanken in Deutschland sind in Regionalverbänden organisiert, die neben der Betreuung und Unterstützung der jeweiligen regionalen Bank (z. B. durch Beratungstöchter oder Bildungsangebote) auch die Prüfung gemäß Kreditwesengesetz sicherstellen. Somit tritt der Regionalverband auch als Prüfungsverband auf.

## Entwicklung der Anzahl der Genossenschaftsbanken
Gab es im Jahr 1970 noch über 7.000 selbständige Genossenschaftsbanken, so ging die Zahl in den vergangenen Jahrzehnten durch Zusammenschlüsse deutlich zurück. Ende 2024 gab es in Deutschland 672 Genossenschaftsbanken mit einer aggregierten Bilanzsumme von 1.208 Milliarden Euro.
| Entwicklung der Anzahl der Genossenschaftsbanken                                                                                                  |
| --- |
| 8.0007.0006.0005.0004.0003.0002.0001.00007.09619705.19619754.22619803.66019853.34319902.58819951.79320001.28820051.13620101.019201581220206722024 |
| |
| Quelle: bvr.de |

## Regional- und Prüfungsverbände
| Abkürzung | Verband                                              | Sitz              |
| --------- | ---------------------------------------------------- | ----------------- |
| BWGV      | Baden-Württembergischer Genossenschaftsverband e. V. | Karlsruhe         |
| GVB       | Genossenschaftsverband Bayern e. V.                  | München           |
| GV        | Genoverband e. V.                                    | Frankfurt am Main |
| GVWE      | Genossenschaftsverband Weser-Ems e. V.               | Oldenburg (Oldb)  |
| FGV       | Freier Genossenschaftsverband e. V.                  | Düsseldorf        |
| PDG       | PDG Genossenschaftlicher Prüfungsverband e. V.       | Erfurt            |
|           | Verband der Sparda-Banken e. V.                      | Frankfurt am Main |
|           | Verband der PSD Banken e. V.                         | Bonn              |

## Volks- und Raiffeisenbanken
| Name                                                                  | Sitz                                 | Land | Verband | Filialen + SB | Bilanz (lt. BVR 2024) | Bankleitzahl | BIC         |
| --------------------------------------------------------------------- | ------------------------------------ | ---- | ------- | ------------- | --------------------- | ------------ | ----------- |
| VR-Bank Ostalb eG                                                     | Aalen                                | BW   | BWGV    | 21 (+ 10 SB)  | 2093 Mio.             | 614 901 50   | GENODES1AAV |
| Abtsgmünder Bank – Raiffeisen – eG                                    | Abtsgmünd                            | BW   | BWGV    | 3             | 222 Mio.              | 600 696 73   | GENODES1ABR |
| Raiffeisenbank Aidlingen eG                                           | Aidlingen                            | BW   | BWGV    | 1 (+ 1 SB)    | 261 Mio.              | 600 692 06   | GENODES1AID |
| Onstmettinger Bank eG                                                 | Albstadt                             | BW   | BWGV    | 1             | 218 Mio.              | 653 619 89   | GENODES1ONS |
| Volksbank Albstadt eG                                                 | Albstadt                             | BW   | BWGV    | 16 (+ 6 SB)   | 1739 Mio.             | 653 901 20   | GENODES1EBI |
| Raiffeisenbank Bad Schussenried-Aulendorf eG                          | Aulendorf                            | BW   | BWGV    | 3             | 334 Mio.              | 600 693 03   | GENODES1RBS |
| Volksbank Backnang eG                                                 | Backnang                             | BW   | BWGV    | 17 (+ 7 SB)   | 2505 Mio.             | 602 911 20   | GENODES1VBK |
| Raiffeisenbank Bad Saulgau eG                                         | Bad Saulgau                          | BW   | BWGV    | 1             | 303 Mio.              | 650 630 86   | GENODES1SAG |
| VR Bank Donau-Oberschwaben eG                                         | Bad Saulgau                          | BW   | BWGV    | 27 (+ 9 SB)   | 3060 Mio.             | 650 930 20   | GENODES1SLG |
| Raiffeisenbank Reute-Gaisbeuren eG                                    | Bad Waldsee                          | BW   | BWGV    | 1             | 235 Mio.              | 600 693 50   | GENODES1RRG |
| Volksbank Hohenzollern-Balingen eG                                    | Balingen                             | BW   | BWGV    | 12 (+ 9 SB)   | 1713 Mio.             | 641 632 25   | GENODES1VHZ |
| Volksbank Beilstein-Ilsfeld-Abstatt eG                                | Beilstein                            | BW   | BWGV    | 6             | 720 Mio.              | 620 622 15   | GENODES1BIA |
| Raiffeisenbank Berghülen eG                                           | Berghülen                            | BW   | BWGV    | 1             | 92 Mio.               | 600 699 31   | GENODES1BGH |
| Raiffeisenbank Gammesfeld eG                                          | Blaufelden                           | BW   | BWGV    | 1             | 37 Mio.               | 600 697 10   | GENODES1RGF |
| Bopfinger Bank Sechta-Ries eG                                         | Bopfingen                            | BW   | BWGV    | 2             | 377 Mio.              | 600 692 39   | GENODES1BPF |
| VBU Volksbank im Unterland eG                                         | Brackenheim                          | BW   | BWGV    | 9 (+ 5 SB)    | 1998 Mio.             | 620 632 63   | GENODES1VLS |
| Volksbank Breisgau-Markgräflerland eG                                 | Breisach am Rhein                    | BW   | BWGV    | 9 (+ 15 SB)   | 2180 Mio.             | 680 615 05   | GENODE61IHR |
| Volksbank Franken eG                                                  | Buchen                               | BW   | BWGV    | 8 (+ 5 SB)    | 1369 Mio.             | 674 614 24   | GENODE61BUC |
| Raiffeisenbank Altschweier eG                                         | Bühl                                 | BW   | BWGV    | 1             | 74 Mio.               | 662 614 16   | GENODE61ALR |
| Volksbank Bühl eG                                                     | Bühl                                 | BW   | BWGV    | 27            | 1393 Mio.             | 662 914 00   | GENODE61BHL |
| Spar- und Kreditbank Bühlertal eG                                     | Bühlertal                            | BW   | BWGV    | 2             | 240 Mio.              | 662 610 92   | GENODE61BHT |
| Volksbank Deisslingen eG                                              | Deißlingen                           | BW   | BWGV    | 3             | 404 Mio.              | 642 914 20   | GENODES1VDL |
| Raiffeisenbank Denzlingen-Sexau eG                                    | Denzlingen                           | BW   | BWGV    | 2             | 199 Mio.              | 680 621 05   | GENODE61DEN |
| Volksbank Dettenhausen eG                                             | Dettenhausen                         | BW   | FGV     | 1             | 121 Mio.              | 600 693 78   | GENODES1DEH |
| Raiffeisenbank Hardt-Bruhrain eG                                      | Dettenheim                           | BW   | BWGV    | 6 (+ 1 SB)    | 208 Mio.              | 660 623 66   | GENODE61DET |
| Dettinger Bank eG Volks- und Raiffeisenbank                           | Dettingen an der Erms                | BW   | BWGV    | 1             | 145 Mio.              | 600 693 87   | GENODES1DBE |
| Raiffeisenbank Südhardt eG                                            | Durmersheim                          | BW   | BWGV    | 4 (+ 2 SB)    | 483 Mio.              | 665 620 53   | GENODE61DUR |
| Volksbank Neckartal eG                                                | Eberbach                             | BW   | BWGV    | 28 (+ 2 SB)   | 2780 Mio.             | 672 917 00   | GENODE61NGD |
| Donau-Iller Bank eG                                                   | Ehingen                              | BW   | BWGV    | 13            | 1661 Mio.             | 630 910 10   | GENODES1EHI |
| VR-Bank Alb-Blau-Donau eG                                             | Ehingen                              | BW   | BWGV    | 10 (+ 2 SB)   | 1095 Mio.             | 600 693 46   | GENODES1REH |
| VR-Bank Ehningen-Nufringen eG                                         | Ehningen                             | BW   | BWGV    | 2             | 210 Mio.              | 600 693 55   | GENODES1EHN |
| VR-Bank Ellwangen eG                                                  | Ellwangen                            | BW   | BWGV    | 9 (+ 3 SB)    | 1127 Mio.             | 614 910 10   | GENODES1ELL |
| Raiffeisenbank eG                                                     | Elztal                               | BW   | BWGV    | 1 (+ 1 SB)    | 181 Mio.              | 660 691 03   | GENODE61ELZ |
| Volksbank Breisgau Nord eG                                            | Emmendingen                          | BW   | BWGV    | 17            | 2197 Mio.             | 680 920 00   | GENODE61EMM |
| Raiffeisenbank Erlenbach eG                                           | Erlenbach                            | BW   | BWGV    | 1             | 101 Mio.              | 600 699 11   | GENODES1ERL |
| Volksbank Mittlerer Neckar eG                                         | Esslingen am Neckar                  | BW   | BWGV    | 33 (+ 38 SB)  | 6059 Mio.             | 612 901 20   | GENODES1NUE |
| Volksbank Ettlingen eG                                                | Ettlingen                            | BW   | BWGV    | 5 (+ 4 SB)    | 959 Mio.              | 660 912 00   | GENODE61ETT |
| Volksbank am Württemberg eG                                           | Fellbach                             | BW   | BWGV    | 5 (+ 5 SB)    | 1968 Mio.             | 600 603 96   | GENODES1UTV |
| Bernhauser Bank eG                                                    | Filderstadt                          | BW   | BWGV    | 2 (+ 1 SB)    | 583 Mio.              | 612 623 45   | GENODES1BBF |
| Volksbank Filder eG                                                   | Filderstadt                          | BW   | BWGV    | 5 (+ 1 SB)    | 1207 Mio.             | 611 616 96   | GENODES1NHB |
| Volksbank Flein-Talheim eG                                            | Flein                                | BW   | BWGV    | 3             | 306 Mio.              | 620 626 43   | GENODES1VFT |
| Volksbank Freiburg eG                                                 | Freiburg im Breisgau                 | BW   | BWGV    | 20 (+ 2 SB)   | 3939 Mio.             | 680 900 00   | GENODE61FR1 |
| Volksbank eG im Kreis Freudenstadt                                    | Freudenstadt                         | BW   | BWGV    | 10 (+ 7 SB)   | 1495 Mio.             | 642 910 10   | GENODES1FDS |
| Raiffeisenbank Donau-Heuberg eG                                       | Fridingen an der Donau               | BW   | BWGV    | 7             | 214 Mio.              | 643 613 59   | GENODES1RDH |
| Raiffeisenbank Geislingen-Rosenfeld eG                                | Geislingen                           | BW   | BWGV    | 1 (+ 2 SB)    | 249 Mio.              | 653 624 99   | GENODES1GEI |
| Volksbank Brenztal eG                                                 | Giengen an der Brenz                 | BW   | BWGV    | 8 (+ 2 SB)    | 928 Mio.              | 600 695 27   | GENODES1RNS |
| Raiffeisenbank Maitis eG                                              | Göppingen                            | BW   | BWGV    | 1             | 37 Mio.               | 600 693 36   | GENODES1RMA |
| Volksbank Göppingen eG                                                | Göppingen                            | BW   | BWGV    | 20 (+ 30 SB)  | 2959 Mio.             | 610 605 00   | GENODES1VGP |
| Raiffeisenbank Gruibingen eG                                          | Gruibingen                           | BW   | BWGV    | 1             | 59 Mio.               | 600 692 42   | GENODES1RGR |
| Raiffeisenbank im Breisgau eG                                         | Gundelfingen                         | BW   | BWGV    | 6             | 380 Mio.              | 680 642 22   | GENODE61GUN |
| Hagnauer Volksbank eG                                                 | Hagnau am Bodensee                   | BW   | BWGV    | 2             | 141 Mio.              | 690 912 00   | GENODE61HAG |
| Raiffeisenbank Aichhalden-Hardt-Sulgen eG                             | Hardt                                | BW   | BWGV    | 3             | 270 Mio.              | 600 695 53   | GENODES1HAR |
| Heidelberger Volksbank eG                                             | Heidelberg                           | BW   | BWGV    | 9 (+ 6 SB)    | 2081 Mio.             | 672 900 00   | GENODE61HD1 |
| Volksbank Kurpfalz eG                                                 | Heidelberg                           | BW   | BWGV    | 21 (+ 9 SB)   | 4181 Mio.             | 670 923 00   | GENODE61WNM |
| Heidenheimer Volksbank eG                                             | Heidenheim an der Brenz              | BW   | BWGV    | 12 (+ 1 SB)   | 1564 Mio.             | 632 901 10   | GENODES1HDH |
| Raiffeisenbank Böllingertal eG                                        | Heilbronn                            | BW   | BWGV    | 1 (+ 1 SB)    | 123 Mio.              | 600 699 76   | GENODES1BOE |
| Raiffeisenbank Rosenstein eG                                          | Heubach                              | BW   | BWGV    | 5 (+ 2 SB)    | 449 Mio.              | 613 617 22   | GENODES1HEU |
| VR-Bank in Mittelbaden eG                                             | Iffezheim                            | BW   | BWGV    | 11            | 1136 Mio.             | 665 623 00   | GENODE61IFF |
| Raiffeisenbank Hohenloher Land eG                                     | Ingelfingen                          | BW   | BWGV    | 10 (+ 3 SB)   | 1482 Mio.             | 600 697 14   | GENODES1IBR |
| Raiffeisenbank Ersingen eG                                            | Kämpfelbach                          | BW   | BWGV    | 1             | 105 Mio.              | 666 621 55   | GENODE61ERS |
| Volksbank pur eG                                                      | Karlsruhe                            | BW   | BWGV    | 65            | 11747 Mio.            | 661 900 00   | GENODE61KA1 |
| Raiffeisenbank Kieselbronn eG                                         | Kieselbronn                          | BW   | BWGV    | 1             | 178 Mio.              | 666 613 29   | GENODE61KBR |
| Volksbank eG                                                          | Konstanz                             | BW   | BWGV    | 11 (+ 1 SB)   | 1666 Mio.             | 692 910 00   | GENODE61RAD |
| Volksbank Lahr eG                                                     | Lahr/Schwarzwald                     | BW   | BWGV    | 17 (+ 11 SB)  | 3249 Mio.             | 682 900 00   | GENODE61LAH |
| Raiffeisenbank Niedere Alb eG                                         | Langenau                             | BW   | BWGV    | 5             | 252 Mio.              | 600 690 66   | GENODES1RBA |
| Volksbank Alb eG                                                      | Langenau                             | BW   | BWGV    | 17 (+ 3 SB)   | 1710 Mio.             | 630 913 00   | GENODES1LAI |
| Echterdinger Bank eG                                                  | Leinfelden-Echterdingen              | BW   | BWGV    | 1             | 178 Mio.              | 600 627 75   | GENODES1ECH |
| Volksbank Leonberg-Strohgäu eG                                        | Leonberg                             | BW   | BWGV    | 14 (+ 7 SB)   | 1895 Mio.             | 603 903 00   | GENODES1LEO |
| Volksbank Allgäu-Oberschwaben eG                                      | Leutkirch im Allgäu                  | BW   | BWGV    | 20 (+ 19 SB)  | 5060 Mio.             | 650 910 40   | GENODES1LEU |
| Volksbank Limbach eG                                                  | Limbach                              | BW   | BWGV    | 1             | 122 Mio.              | 674 623 68   | GENODE61LMB |
| Volksbank Dreiländereck eG                                            | Lörrach                              | BW   | BWGV    | 19 (+ 4 SB)   | 2348 Mio.             | 683 900 00   | VOLODE66XXX |
| VR-Bank Ludwigsburg eG                                                | Ludwigsburg                          | BW   | BWGV    | 47 (+ 14 SB)  | 6109 Mio.             | 604 914 30   | GENODES1VBB |
| VR-Bank eG Magstadt-Weissach                                          | Magstadt                             | BW   | FGV     | 3             | 272 Mio.              | 603 914 20   | GENODES1MAG |
| Volksbank Sandhofen eG                                                | Mannheim                             | BW   | BWGV    | 3 (+ 1 SB)    | 278 Mio.              | 670 600 31   | GENODE61MA3 |
| VR Bank Rhein-Neckar eG                                               | Mannheim                             | BW   | BWGV    | 37 (+ 4 SB)   | 5136 Mio.             | 670 900 00   | GENODE61MA2 |
| VR Bank eG Heuberg-Winterlingen                                       | Meßstetten                           | BW   | BWGV    | 4             | 527 Mio.              | 653 618 98   | GENODES1WLB |
| Volksbank Ermstal-Alb eG                                              | Metzingen                            | BW   | BWGV    | 25 (+ 1 SB)   | 1800 Mio.             | 640 912 00   | GENODES1MTZ |
| Volksbank Möckmühl eG                                                 | Möckmühl                             | BW   | BWGV    | 14 (+ 2 SB)   | 981 Mio.              | 620 916 00   | GENODES1VMN |
| Volksbank Münsingen eG                                                | Münsingen                            | BW   | BWGV    | 6             | 535 Mio.              | 640 913 00   | GENODES1MUN |
| Raiffeisenbank im Kreis Calw eG                                       | Neubulach                            | BW   | BWGV    | 6             | 634 Mio.              | 606 630 84   | GENODES1RCW |
| Volksbank Sulmtal eG                                                  | Obersulm                             | BW   | BWGV    | 4 (+ 6 SB)    | 617 Mio.              | 620 619 91   | GENODES1VOS |
| Raiffeisenbank Oberteuringen-Meckenbeuren eG                          | Oberteuringen                        | BW   | BWGV    | 3 (+ 1 SB)    | 375 Mio.              | 651 628 32   | GENODES1OTE |
| Volksbank eG - Die Gestalterbank                                      | Offenburg und Villingen-Schwenningen | BW   | BWGV    | 39 (+ 33 SB)  | 14152 Mio.            | 664 900 00   | GENODE61OG1 |
| Volksbank Hohenlohe eG                                                | Öhringen                             | BW   | BWGV    | 20 (+ 6 SB)   | 2256 Mio.             | 620 918 00   | GENODES1VHL |
| Raiffeisenbank Ottenbach eG                                           | Ottenbach                            | BW   | BWGV    | 1             | 95 Mio.               | 600 694 57   | GENODES1OTT |
| Volksbank Nordschwarzwald eG                                          | Pfalzgrafenweiler und Altensteig     | BW   | BWGV    | 6 (+ 1 SB)    | 615 Mio.              | 642 618 53   | GENODES1PGW |
| Volksbank Pfullendorf eG                                              | Pfullendorf                          | BW   | BWGV    | 3 (+ 3 SB)    | 266 Mio.              | 690 916 00   | GENODE61PFD |
| Volksbank Plochingen eG                                               | Plochingen                           | BW   | BWGV    | 8 (+ 2 SB)    | 1782 Mio.             | 611 913 10   | GENODES1VBP |
| Volksbank Remseck eG                                                  | Remseck am Neckar                    | BW   | BWGV    | 1 (+ 6 SB)    | 296 Mio.              | 600 699 05   | GENODES1REM |
| Raiffeisenbank Sondelfingen eG                                        | Reutlingen                           | BW   | BWGV    | 1             | 94 Mio.               | 600 691 47   | GENODES1RSF |
| Spar- und Kreditbank Rheinstetten eG                                  | Rheinstetten                         | BW   | BWGV    | 3             | 341 Mio.              | 660 614 07   | GENODE61RH2 |
| Volksbank Kirnau-Krautheim eG                                         | Rosenberg                            | BW   | BWGV    | 6             | 466 Mio.              | 674 617 33   | GENODE61RNG |
| Volksbank Raiffeisenbank AmmerGäu eG                                  | Rottenburg am Neckar                 | BW   | BWGV    | 7 (+ 3 SB)    | 684 Mio.              | 641 613 97   | GENODES1AMM |
| Volksbank Rottweil eG                                                 | Rottweil                             | BW   | BWGV    | 13            | 1245 Mio.             | 642 901 20   | GENODES1VRW |
| Raiffeisenbank Schrozberg-Rot am See eG                               | Schrozberg                           | BW   | BWGV    | 3             | 454 Mio.              | 600 695 95   | GENODES1SBB |
| Raiffeisenbank Tüngental eG                                           | Schwäbisch Hall                      | BW   | BWGV    | 1             | 69 Mio.               | 600 699 50   | GENODES1TUN |
| VR Bank Heilbronn Schwäbisch Hall eG                                  | Schwäbisch Hall                      | BW   | BWGV    | 35 (+ 24 SB)  | 4839 Mio.             | 622 901 10   | GENODES1SHA |
| Vereinigte Volksbanken eG                                             | Sindelfingen                         | BW   | BWGV    | 43 (+ 12 SB)  | 5331 Mio.             | 603 900 00   | GENODES1BBV |
| Volksbank Rot eG                                                      | St. Leon-Rot                         | BW   | BWGV    | 1 (+ 1 SB)    | 170 Mio.              | 672 625 50   | GENODE61LRO |
| Volksbank Staufen eG                                                  | Staufen im Breisgau                  | BW   | FGV     | 7 (+ 1 SB)    | 986 Mio.              | 680 923 00   | GENODE61STF |
| Raiffeisenbank Frankenhardt-Stimpfach eG                              | Stimpfach                            | BW   | BWGV    | 3             | 345 Mio.              | 600 694 42   | GENODES1RFS |
| Volksbank Stuttgart eG                                                | Stuttgart                            | BW   | BWGV    | 53 (+ 38 SB)  | 8791 Mio.             | 600 901 00   | VOBADESSXXX |
| Volksbank Zuffenhausen eG                                             | Stuttgart                            | BW   | BWGV    | 5 (+ 3 SB)    | 808 Mio.              | 600 903 00   | GENODES1ZUF |
| Ihre Volksbank eG Neckar Odenwald Main Tauber                         | Tauberbischofsheim und Wertheim      | BW   | BWGV    | 37 (+ 10 SB)  | 4328 Mio.             | 673 900 00   | GENODE61WTH |
| Volksbank Bodensee-Oberschwaben eG                                    | Tettnang                             | BW   | BWGV    | 20 (+ 11 SB)  | 3324 Mio.             | 651 915 00   | GENODES1TET |
| Volksbank Trossingen eG                                               | Trossingen                           | BW   | BWGV    | 3             | 328 Mio.              | 642 923 10   | GENODES1TRO |
| Volksbank in der Region eG                                            | Tübingen                             | BW   | BWGV    | 28 (+ 19 SB)  | 4972 Mio.             | 603 913 10   | GENODES1VBH |
| Volksbank Schwarzwald-Donau-Neckar eG                                 | Tuttlingen                           | BW   | BWGV    | 26 (+ 12 SB)  | 2719 Mio.             | 643 901 30   | GENODES1TUT |
| Volksbank eG                                                          | Überlingen                           | BW   | BWGV    | 13 (+ 5 SB)   | 2050 Mio.             | 690 618 00   | GENODE61UBE |
| Volksbank Ulm-Biberach eG                                             | Ulm                                  | BW   | BWGV    | 30 (+ 11 SB)  | 5041 Mio.             | 630 901 00   | ULMVDE66XXX |
| Raiffeisenbank Bühlertal eG                                           | Vellberg                             | BW   | BWGV    | 4             | 293 Mio.              | 600 690 75   | GENODES1RVG |
| Raiffeisenbank Kaiserstuhl eG                                         | Vogtsburg im Kaiserstuhl             | BW   | BWGV    | 1             | 270 Mio.              | 680 634 79   | GENODE61VOK |
| Volksbank Hochrhein eG                                                | Waldshut-Tiengen                     | BW   | BWGV    | 11 (+ 3 SB)   | 1636 Mio.             | 684 922 00   | GENODE61WT1 |
| Raiffeisenbank Wangen eG                                              | Wangen                               | BW   | BWGV    | 2 (+ 1 SB)    | 257 Mio.              | 600 696 85   | GENODES1RWA |
| Genossenschaftsbank Weil im Schönbuch eG                              | Weil im Schönbuch                    | BW   | BWGV    | 1             | 249 Mio.              | 600 692 24   | GENODES1GWS |
| VR Bank Schwäbischer Wald eG                                          | Welzheim                             | BW   | BWGV    | 12 (+ 2 SB)   | 1093 Mio.             | 613 914 10   | GENODES1WEL |
| Raiffeisenbank Westhausen eG                                          | Westhausen                           | BW   | BWGV    | 3             | 270 Mio.              | 600 695 44   | GENODES1RWN |
| Raiffeisenbank Baiertal eG                                            | Wiesloch                             | BW   | BWGV    | 2             | 180 Mio.              | 672 622 43   | GENODE61WIB |
| Volksbank Kraichgau eG                                                | Wiesloch                             | BW   | BWGV    | 75 (+ 35 SB)  | 10352 Mio.            | 672 922 00   | GENODE61WIE |
| Winterbacher Bank eG                                                  | Winterbach                           | BW   | BWGV    | 1             | 239 Mio.              | 600 694 62   | GENODES1WBB |
| Volksbank Mittlerer Schwarzwald eG                                    | Wolfach                              | BW   | BWGV    | 11 (+ 5 SB)   | 1502 Mio.             | 664 927 00   | GENODE61KZT |
| Volksbank Klettgau-Wutöschingen eG                                    | Wutöschingen                         | BW   | BWGV    | 3 (+ 3 SB)    | 1127 Mio.             | 684 624 27   | GENODE61WUT |
| Raiffeisenbank Wyhl eG                                                | Wyhl am Kaiserstuhl                  | BW   | BWGV    | 1             | 233 Mio.              | 680 627 30   | GENODE61WYH |
| Raiffeisenbank Aindling eG                                            | Aindling                             | BY   | GVB     | 5             | 406 Mio.              | 720 690 05   | GENODEF1AIL |
| Raiffeisenbank Aitrang-Ruderatshofen eG                               | Aitrang                              | BY   | GVB     | 2             | 82 Mio.               | 733 698 51   | GENODEF1AIT |
| Raiffeisenbank Obermain Nord eG                                       | Altenkunstadt                        | BY   | GVB     | 6             | 898 Mio.              | 770 610 04   | GENODEF1ALK |
| Raiffeisenbank Anger eG                                               | Anger                                | BY   | GVB     | 2             | 144 Mio.              | 710 628 02   | GENODEF1AGE |
| VR-Bank Mittelfranken Mitte eG                                        | Ansbach                              | BY   | GVB     | 24 (+ 15 SB)  | 4483 Mio.             | 765 600 60   | GENODEF1ANS |
| Raiffeisenbank Arnstorf eG                                            | Arnstorf                             | BY   | GVB     | 6             | 484 Mio.              | 743 612 11   | GENODEF1ARF |
| Raiffeisenbank Aschau-Samerberg eG                                    | Aschau im Chiemgau                   | BY   | GVB     | 3 (+ 1 SB)    | 271 Mio.              | 711 628 04   | GENODEF1ASU |
| Raiffeisenbank Auerbach-Freihung eG                                   | Auerbach in der Oberpfalz            | BY   | GVB     | 6             | 361 Mio.              | 760 693 69   | GENODEF1AUO |
| VR Bank Augsburg-Ostallgäu eG                                         | Augsburg                             | BY   | GVB     | 32 (+ 24 SB)  | 4362 Mio.             | 720 900 00   | GENODEF1AUB |
| Volksbank Raiffeisenbank Bad Kissingen eG                             | Bad Kissingen                        | BY   | GVB     | 15 (+ 3 SB)   | 1349 Mio.             | 790 650 28   | GENODEF1BRK |
| Raiffeisenbank Bad Kötzting eG                                        | Bad Kötzting                         | BY   | GVB     | 6             | 267 Mio.              | 750 690 81   | GENODEF1KTZ |
| Volksbank Raiffeisenbank Oberbayern Südost eG                         | Bad Reichenhall                      | BY   | GVB     | 26 (+ 10 SB)  | 2096 Mio.             | 710 900 00   | GENODEF1BGL |
| Raiffeisen-Volksbank Bad Staffelstein eG                              | Bad Staffelstein                     | BY   | GVB     | 3             | 359 Mio.              | 770 621 39   | GENODEF1SFF |
| Raiffeisenbank im Oberland eG                                         | Bad Tölz                             | BY   | GVB     | 14            | 1677 Mio.             | 701 695 98   | GENODEF1MIB |
| Raiffeisenbank Bad Windsheim eG                                       | Bad Windsheim                        | BY   | GVB     | 6             | 524 Mio.              | 760 693 72   | GENODEF1WDS |
| VR Bank Bamberg-Forchheim eG Volks-Raiffeisenbank                     | Bamberg                              | BY   | GVB     | 40 (+ 22 SB)  | 3742 Mio.             | 763 910 00   | GENODEF1FOH |
| VR Bank Bayreuth-Hof eG                                               | Bayreuth                             | BY   | GVB     | 20 (+ 12 SB)  | 2632 Mio.             | 780 608 96   | GENODEF1HO1 |
| Raiffeisenbank Bechhofen eG                                           | Bechhofen                            | BY   | GVB     | 2             | 99 Mio.               | 760 693 78   | GENODEF1BEH |
| Raiffeisenbank Plankstetten AG                                        | Berching                             | BY   |         | 1             | 191 Mio.              | 760 695 76   | GENODEF1BPL |
| Raiffeisenbank Bidingen eG                                            | Bidingen                             | BY   | GVB     | 1             | 84 Mio.               | 733 698 59   | GENODEF1BIN |
| Raiffeisenbank Bobingen eG                                            | Bobingen                             | BY   | GVB     | 4             | 525 Mio.              | 720 690 36   | GENODEF1BOI |
| Alxing-Brucker Genossenschaftsbank eG                                 | Bruck (Oberbayern)                   | BY   | GVB     | 1             | 201 Mio.              | 701 693 10   | GENODEF1ALX |
| Raiffeisenbank Bütthard-Gaukönigshofen eG                             | Bütthard                             | BY   | GVB     | 4             | 527 Mio.              | 790 690 31   | GENODEF1BHD |
| Raiffeisenbank Burgebrach-Stegaurach eG                               | Burgebrach                           | BY   | GVB     | 4             | 558 Mio.              | 770 620 14   | GENODEF1BGB |
| Raiffeisenbank Oberferrieden-Burgthann eG                             | Burgthann                            | BY   | GVB     | 2 (+ 2 SB)    | 232 Mio.              | 760 695 64   | GENODEF1BTO |
| Raiffeisenbank Unteres Zusamtal eG                                    | Buttenwiesen                         | BY   | GVB     | 1 (+ 1 SB)    | 192 Mio.              | 720 691 79   | GENODEF1BWI |
| Raiffeisenbank Chamer Land eG                                         | Cham                                 | BY   | GVB     | 11            | 1264 Mio.             | 742 610 24   | GENODEF1CHA |
| VR-Bank Coburg eG                                                     | Coburg                               | BY   | GVB     | 17 (+ 1 SB)   | 1678 Mio.             | 783 600 00   | GENODEF1COS |
| Volksbank Raiffeisenbank Dachau eG                                    | Dachau                               | BY   | GVB     | 18            | 2564 Mio.             | 700 915 00   | GENODEF1DCA |
| Raiffeisenbank Uehlfeld-Dachsbach eG                                  | Dachsbach                            | BY   | GVB     | 2 (+ 1 SB)    | 165 Mio.              | 760 694 04   | GENODEF1DSB |
| Raiffeisenbank eG Deggendorf-Plattling-Sonnenwald                     | Deggendorf                           | BY   | GVB     | 11 (+ 3 SB)   | 1153 Mio.             | 741 600 25   | GENODEF1DEG |
| Raiffeisenbank Dietersheim und Umgebung eG                            | Dietersheim                          | BY   | GVB     | 1             | 92 Mio.               | 760 694 10   | GENODEF1DIM |
| Raiffeisenbank im Allgäuer Land eG                                    | Dietmannsried                        | BY   | GVB     | 20 (+ 1 SB)   | 1400 Mio.             | 733 692 64   | GENODEF1DTA |
| VR-Bank Donau-Mindel eG                                               | Dillingen an der Donau               | BY   | GVB     | 15 (+ 10 SB)  | 2298 Mio.             | 720 690 43   | GENODEF1GZ2 |
| Raiffeisenbank Oberpfalz Süd eG                                       | Donaustauf                           | BY   | GVB     | 12 (+ 4 SB)   | 1511 Mio.             | 750 620 26   | GENODEF1DST |
| Raiffeisen-Volksbank Donauwörth eG                                    | Donauwörth                           | BY   | GVB     | 13 (+ 5 SB)   | 1954 Mio.             | 722 901 00   | GENODEF1DON |
| Raiffeisenbank Buch-Eching eG                                         | Eching                               | BY   | GVB     | 3 (+ 1 SB)    | 475 Mio.              | 743 696 62   | GENODEF1EBV |
| VR-Bank Rottal-Inn eG                                                 | Eggenfelden und Pfarrkirchen         | BY   | BWGV    | 22            | 4360 Mio.             | 740 618 13   | GENODEF1PFK |
| Raiffeisenbank Baisweil-Eggenthal-Friesenried eG                      | Eggenthal                            | BY   | GVB     | 3             | 137 Mio.              | 733 698 71   | GENODEF1EGB |
| Raiffeisenbank Ehekirchen-Oberhausen eG                               | Ehekirchen                           | BY   | GVB     | 2             | 345 Mio.              | 721 697 45   | GENODEF1WDF |
| VR-Bank Erding eG                                                     | Erding                               | BY   | GVB     | 15 (+ 11 SB)  | 2351 Mio.             | 701 696 05   | GENODEF1ISE |
| Raiffeisenbank Landshuter Land eG                                     | Ergolding                            | BY   | GVB     | 14 (+ 3 SB)   | 1996 Mio.             | 743 626 63   | GENODEF1ERG |
| Raiffeisenbank Elsavatal eG                                           | Eschau                               | BY   | GVB     | 4 (+ 1 SB)    | 218 Mio.              | 796 655 40   | GENODEF1EAU |
| Raiffeisenbank Eschlkam-Lam-Lohberg-Neukirchen b.Hl.Blut eG           | Eschlkam                             | BY   | GVB     | 6             | 245 Mio.              | 750 691 10   | GENODEF1NKN |
| Raiffeisenbank Beuerberg-Eurasburg eG                                 | Eurasburg                            | BY   | GVB     | 2             | 340 Mio.              | 701 693 33   | GENODEF1EUR |
| Raiffeisenbank Falkenstein-Wörth eG                                   | Falkenstein                          | BY   | GVB     | 6             | 391 Mio.              | 750 690 38   | GENODEF1FKS |
| Raiffeisenbank im Nürnberger Land eG                                  | Feucht                               | BY   | GVB     | 17 (+ 1 SB)   | 1359 Mio.             | 760 614 82   | GENODEF1HSB |
| Raiffeisenbank Floß eG                                                | Floß                                 | BY   | GVB     | 2             | 133 Mio.              | 753 620 39   | GENODEF1FLS |
| Freisinger Bank eG Volksbank-Raiffeisenbank                           | Freising                             | BY   | GVB     | 8 (+ 9 SB)    | 1502 Mio.             | 701 696 14   | GENODEF1FSR |
| Raiffeisenbank Lechrain eG                                            | Fuchstal                             | BY   | GVB     | 7             | 478 Mio.              | 701 693 51   | GENODEF1ELB |
| Volksbank Raiffeisenbank Fürstenfeldbruck eG                          | Fürstenfeldbruck                     | BY   | GVB     | 15            | 2222 Mio.             | 701 633 70   | GENODEF1FFB |
| Raiffeisenbank im Donautal eG                                         | Gaimersheim                          | BY   | GVB     | 12 (+ 1 SB)   | 1096 Mio.             | 721 698 12   | GENODEF1GAH |
| VR-Bank Werdenfels eG                                                 | Garmisch-Partenkirchen               | BY   | GVB     | 11 (+ 16 SB)  | 2123 Mio.             | 703 900 00   | GENODEF1GAP |
| Raiffeisenbank Geiselhöring-Pfaffenberg eG                            | Geiselhöring                         | BY   | GVB     | 6             | 361 Mio.              | 743 690 88   | GENODEF1GPF |
| Raiffeisenbank Aresing-Gerolsbach eG                                  | Gerolsbach                           | BY   | GVB     | 4 (+ 1 SB)    | 456 Mio.              | 721 690 80   | GENODEF1GSB |
| VR-MainBank eG                                                        | Gerolzhofen                          | BY   | GVB     | 4 (+ 6 SB)    | 956 Mio.              | 793 620 81   | GENODEF1GZH |
| VR Handels- und Gewerbebank eG                                        | Gersthofen                           | BY   | GVB     | 11 (+ 13 SB)  | 2906 Mio.             | 720 621 52   | GENODEF1MTG |
| Raiffeisenbank Gilching eG                                            | Gilching                             | BY   | GVB     | 2             | 393 Mio.              | 701 693 82   | GENODEF1GIL |
| Raiffeisenbank Gmund am Tegernsee eG                                  | Gmund am Tegernsee                   | BY   | GVB     | 2 (+ 3 SB)    | 196 Mio.              | 701 693 83   | GENODEF1GMU |
| Raiffeisen-Volksbank Ebersberg eG                                     | Grafing bei München                  | BY   | GVB     | 10 (+ 3 SB)   | 1661 Mio.             | 701 694 50   | GENODEF1ASG |
| Raiffeisenbank Grainet eG                                             | Grainet                              | BY   | GVB     | 1             | 169 Mio.              | 740 697 44   | GENODEF1GRT |
| Raiffeisenbank Altmühl-Jura eG                                        | Greding                              | BY   | GVB     | 6             | 618 Mio.              | 760 694 62   | GENODEF1GDG |
| Raiffeisenbank Haag-Gars-Maitenbeth eG                                | Haag in Oberbayern                   | BY   | GVB     | 6             | 473 Mio.              | 701 693 88   | GENODEF1HMA |
| Raiffeisenbank Alteglofsheim-Hagelstadt eG                            | Hagelstadt                           | BY   | GVB     | 2             | 181 Mio.              | 750 690 55   | GENODEF1HGA |
| Raiffeisenbank Griesstätt-Halfing eG                                  | Halfing                              | BY   | GVB     | 4             | 273 Mio.              | 701 691 32   | GENODEF1HFG |
| Raiffeisen-Volksbank Haßberge eG                                      | Haßfurt                              | BY   | GVB     | 5 (+ 4 SB)    | 717 Mio.              | 793 631 51   | GENODEF1HAS |
| Raiffeisenbank Wüstenselbitz eG                                       | Helmbrechts                          | BY   | GVB     | 1             | 70 Mio.               | 770 699 06   | GENODEF1WSZ |
| Raiffeisenbank Hengersberg-Schöllnach eG                              | Hengersberg                          | BY   | GVB     | 3 (+ 2 SB)    | 506 Mio.              | 741 616 08   | GENODEF1HBW |
| Raiffeisenbank DreiFranken eG                                         | Heßdorf                              | BY   | GVB     | 5 (+ 2 SB)    | 613 Mio.              | 760 696 02   | GENODEF1HSE |
| Raiffeisen – meine Bank eG                                            | Hilpoltstein                         | BY   | GVB     | 5 (+ 3 SB)    | 964 Mio.              | 760 694 49   | GENODEF1FYS |
| Raiffeisenbank Hiltenfingen eG                                        | Hiltenfingen                         | BY   | GVB     | 3             | 88 Mio.               | 720 691 05   | GENODEF1HTF |
| Raiffeisenbank Hirschau eG                                            | Hirschau                             | BY   | GVB     | 3             | 197 Mio.              | 760 694 86   | GENODEF1HSC |
| Raiffeisenbank Höchberg eG                                            | Höchberg                             | BY   | GVB     | 2 (+ 3 SB)    | 458 Mio.              | 790 631 22   | GENODEF1HBG |
| Raiffeisenbank Fränkische Schweiz eG                                  | Hollfeld                             | BY   | GVB     | 4 (+ 1 SB)    | 326 Mio.              | 773 657 92   | GENODEF1HWA |
| Raiffeisenbank Holzkirchen-Otterfing eG                               | Holzkirchen                          | BY   | GVB     | 2 (+ 1 SB)    | 462 Mio.              | 701 694 10   | GENODEF1HZO |
| Raiffeisenbank Singoldtal eG                                          | Hurlach                              | BY   | GVB     | 4             | 245 Mio.              | 701 694 13   | GENODEF1HUA |
| Raiffeisenbank Ichenhausen eG                                         | Ichenhausen                          | BY   | GVB     | 2             | 333 Mio.              | 720 691 19   | GENODEF1ICH |
| Volksbank Immenstadt eG                                               | Immenstadt im Allgäu                 | BY   | GVB     | 1             | 110 Mio.              | 733 920 00   | GENODEF1IMV |
| Volksbank Raiffeisenbank Bayern Mitte eG                              | Ingolstadt                           | BY   | GVB     | 43 (+ 8 SB)   | 5935 Mio.             | 721 608 18   | GENODEF1INP |
| VR-Bank Ismaning Hallbergmoos Neufahrn eG                             | Ismaning                             | BY   | GVB     | 7             | 1350 Mio.             | 700 934 00   | GENODEF1ISV |
| Raiffeisenbank Kreis Kelheim eG                                       | Kelheim                              | BY   | GVB     | 17 (+ 6 SB)   | 2399 Mio.             | 750 690 14   | GENODEF1ABS |
| Raiffeisenbank Oberpfalz NordWest eG                                  | Kemnath                              | BY   | GVB     | 6             | 576 Mio.              | 770 697 64   | GENODEF1KEM |
| VR Bank Kempten-Oberallgäu eG                                         | Kempten (Allgäu)                     | BY   | GVB     | 16            | 2906 Mio.             | 733 699 20   | GENODEF1SFO |
| VR Bank Kitzingen eG                                                  | Kitzingen                            | BY   | GVB     | 1 (+ 10 SB)   | 901 Mio.              | 791 900 00   | GENODEF1KT1 |
| Raiffeisenbank Schwaben Mitte eG                                      | Krumbach (Schwaben)                  | BY   | GVB     | 12 (+ 12 SB)  | 2012 Mio.             | 720 697 36   | GENODEF1BLT |
| Raiffeisenbank Küps-Mitwitz-Stockheim eG                              | Küps                                 | BY   | GVB     | 3 (+ 1 SB)    | 296 Mio.              | 770 690 44   | GENODEF1KC2 |
| VR Bank Oberfranken Mitte eG                                          | Kulmbach                             | BY   | GVB     | 10            | 1391 Mio.             | 771 900 00   | GENODEF1KU1 |
| VR-Bank Landau-Mengkofen eG                                           | Landau an der Isar                   | BY   | GVB     | 12 (+ 3 SB)   | 1647 Mio.             | 741 910 00   | GENODEF1LND |
| VR-Bank Landsberg-Ammersee eG                                         | Landsberg am Lech                    | BY   | GVB     | 19 (+ 4 SB)   | 1115 Mio.             | 700 916 00   | GENODEF1DSS |
| VR-Bank Landshut eG                                                   | Landshut                             | BY   | GVB     | 4             | 732 Mio.              | 743 900 00   | GENODEF1LH1 |
| Raiffeisenbank Schrobenhausener Land eG                               | Langenmosen                          | BY   | GVB     | 4             | 267 Mio.              | 721 692 46   | GENODEF1WFN |
| Raiffeisen Spar + Kreditbank eG                                       | Lauf an der Pegnitz                  | BY   | GVB     | 3             | 591 Mio.              | 760 610 25   | GENODEF1LAU |
| VR-Bank Lichtenfels-Ebern eG                                          | Lichtenfels                          | BY   | GVB     | 10 (+ 5 SB)   | 985 Mio.              | 770 918 00   | GENODEF1LIF |
| VR SüdBank eG                                                         | Lindau (Bodensee)                    | BY   | GVB     | 14            | 849 Mio.              | 733 698 21   | GENODEF1LBB |
| Volksbank Lindenberg eG                                               | Lindenberg im Allgäu                 | BY   | GVB     | 5             | 444 Mio.              | 733 698 26   | GENODEF1LIA |
| Raiffeisenbank Main-Spessart eG                                       | Lohr am Main                         | BY   | GVB     | 30 (+ 7 SB)   | 2131 Mio.             | 790 691 50   | GENODEF1GEM |
| Raiffeisenbank Hallertau eG                                           | Mainburg                             | BY   | GVB     | 8             | 635 Mio.              | 701 696 93   | GENODEF1RHT |
| Raiffeisenbank Oberland eG                                            | Marktleugast                         | BY   | GVB     | 6             | 176 Mio.              | 770 698 68   | GENODEF1MGA |
| VR-Bank Fichtelgebirge-Frankenwald eG                                 | Marktredwitz                         | BY   | GVB     | 9             | 712 Mio.              | 781 600 69   | GENODEF1MAK |
| VR-Bank Memmingen eG                                                  | Memmingen                            | BY   | GVB     | 6             | 1406 Mio.             | 731 900 00   | GENODEF1MM1 |
| Raiffeisenbank Wittelsbacher Land eG                                  | Mering                               | BY   | GVB     | 9             | 1468 Mio.             | 720 691 55   | GENODEF1MRI |
| Genossenschaftsbank Unterallgäu eG                                    | Mindelheim                           | BY   | GVB     | 10            | 1353 Mio.             | 731 600 00   | GENODEF1MIR |
| Raiffeisenbank Mittenwald eG                                          | Mittenwald                           | BY   | GVB     | 1             | 135 Mio.              | 701 694 59   | GENODEF1MTW |
| Raiffeisenbank Westkreis Fürstenfeldbruck eG                          | Moorenweis                           | BY   | GVB     | 5             | 454 Mio.              | 701 694 60   | GENODEF1MOO |
| Genossenschaftsbank eG München                                        | München                              | BY   | GVB     | 6 (+ 1 SB)    | 3249 Mio.             | 701 694 64   | GENODEF1M07 |
| Münchner Bank eG                                                      | München                              | BY   | GVB     | 16 (+ 6 SB)   | 3702 Mio.             | 701 900 00   | GENODEF1M01 |
| Raiffeisenbank München-Süd eG                                         | München                              | BY   | GVB     | 4             | 1391 Mio.             | 701 694 66   | GENODEF1M03 |
| VR Bank Neuburg-Rain eG                                               | Neuburg an der Donau                 | BY   | GVB     | 11 (+ 3 SB)   | 1458 Mio.             | 721 697 56   | GENODEF1ND2 |
| Raiffeisenbank Neumarkt i.d.OPf. eG                                   | Neumarkt in der Oberpfalz            | BY   | GVB     | 14 (+ 3 SB)   | 1306 Mio.             | 760 695 53   | GENODEF1NM1 |
| VR TeilhaberBank Metropolregion Nürnberg eG                           | Neustadt an der Aisch                | BY   | GVB     | 40 (+ 7 SB)   | 5317 Mio.             | 760 695 59   | GENODEF1NEA |
| VR-Bank Neu-Ulm eG                                                    | Neu-Ulm                              | BY   | GVB     | 11 (+ 2 SB)   | 2552 Mio.             | 730 611 91   | GENODEF1NU1 |
| Raiffeisen-Volksbank Ries eG                                          | Nördlingen                           | BY   | GVB     | 11 (+ 4 SB)   | 1456 Mio.             | 720 693 29   | GENODEF1NOE |
| Raiffeisenbank Knoblauchsland-Bibertgrund eG                          | Nürnberg                             | BY   | GVB     | 6             | 654 Mio.              | 760 696 69   | GENODEF1ZIR |
| Raiffeisenbank Oberaudorf eG                                          | Oberaudorf                           | BY   | GVB     | 3             | 194 Mio.              | 711 623 55   | GENODEF1OBD |
| VR Bank München Land eG                                               | Oberhaching                          | BY   | GVB     | 18            | 2519 Mio.             | 701 664 86   | GENODEF1OHC |
| Raiffeisenbank Taufkirchen-Oberneukirchen eG                          | Oberneukirchen                       | BY   | GVB     | 4             | 382 Mio.              | 701 695 68   | GENODEF1TAE |
| Raiffeisenbank Pfaffenhofen a.d. Glonn eG                             | Odelzhausen                          | BY   | GVB     | 4             | 484 Mio.              | 701 691 86   | GENODEF1ODZ |
| Raiffeisenbank Ortenburg-Kirchberg v.W. eG                            | Ortenburg                            | BY   | GVB     | 3             | 599 Mio.              | 740 616 70   | GENODEF1ORT |
| Raiffeisenbank Parkstetten eG                                         | Parkstetten                          | BY   | GVB     | 4             | 222 Mio.              | 743 691 30   | GENODEF1PST |
| Raiffeisenbank im Oberpfälzer Jura eG                                 | Parsberg                             | BY   | GVB     | 10 (+ 3 SB)   | 1127 Mio.             | 750 690 61   | GENODEF1HEM |
| VR-Bank Passau eG                                                     | Passau                               | BY   | GVB     | 18 (+ 7 SB)   | 2459 Mio.             | 740 900 00   | GENODEF1PA1 |
| Raiffeisenbank Pfaffenwinkel eG                                       | Peiting                              | BY   | GVB     | 12 (+ 2 SB)   | 1208 Mio.             | 701 695 09   | GENODEF1PEI |
| Raiffeisenbank Pfaffenhausen eG                                       | Pfaffenhausen                        | BY   | GVB     | 3             | 420 Mio.              | 720 697 89   | GENODEF1PFA |
| Raiffeisenbank Kirchweihtal eG                                        | Pforzen                              | BY   | GVB     | 5             | 449 Mio.              | 733 699 18   | GENODEF1OKI |
| Raiffeisenbank Unteres Inntal eG                                      | Pocking                              | BY   | GVB     | 3             | 217 Mio.              | 740 615 64   | GENODEF1NUI |
| VR-Bank Vilshofen-Pocking eG                                          | Pocking                              | BY   | GVB     | 20 (+ 2 SB)   | 2008 Mio.             | 740 624 90   | GENODEF1VIR |
| Raiffeisenbank eG                                                     | Rannungen                            | BY   | GVB     | 4 (+ 1 SB)    | 308 Mio.              | 790 692 13   | GENODEF1RNM |
| Raiffeisenbank Rattiszell-Konzell eG                                  | Rattiszell                           | BY   | GVB     | 8             | 388 Mio.              | 743 691 46   | GENODEF1RZK |
| Bankhaus RSA eG                                                       | Rechtmehring                         | BY   | GVB     | 4             | 1227 Mio.             | 701 695 24   | GENODEF1RME |
| Raiffeisenbank Regensburg-Wenzenbach eG                               | Regensburg                           | BY   | GVB     | 8 (+ 3 SB)    | 869 Mio.              | 750 601 50   | GENODEF1R02 |
| Volksbank Raiffeisenbank Regensburg-Schwandorf eG                     | Regensburg                           | BY   | GVB     | 6 (+ 5 SB)    | 1985 Mio.             | 750 900 00   | GENODEF1R01 |
| Raiffeisenbank Regenstauf eG                                          | Regenstauf                           | BY   | GVB     | 5 (+ 1 SB)    | 321 Mio.              | 750 618 51   | GENODEF1REF |
| Raiffeisenbank Rehling eG                                             | Rehling                              | BY   | GVB     | 2             | 363 Mio.              | 720 691 93   | GENODEF1RLI |
| Raiffeisenbank Neumarkt-St. Veit - Reischach eG                       | Reischach                            | BY   | GVB     | 6 (+ 2 SB)    | 964 Mio.              | 701 695 30   | GENODEF1RWZ |
| Raiffeisenbank Mittelschwaben eG                                      | Roggenburg                           | BY   | GVB     | 4 (+ 1 SB)    | 252 Mio.              | 720 691 26   | GENODEF1BBT |
| meine Volksbank Raiffeisenbank eG                                     | Rosenheim                            | BY   | GVB     | 81 (+ 43 SB)  | 12314 Mio.            | 711 600 00   | GENODEF1VRR |
| Raiffeisenbank Unteres Vilstal eG                                     | Schmidmühlen                         | BY   | GVB     | 3 (+ 1 SB)    | 318 Mio.              | 760 696 11   | GENODEF1SDM |
| Schrobenhausener Bank eG                                              | Schrobenhausen                       | BY   | GVB     | 5             | 654 Mio.              | 721 692 18   | GENODEF1SBN |
| Raiffeisenbank Schwabmünchen-Stauden eG                               | Schwabmünchen                        | BY   | GVB     | 9 (+ 5 SB)    | 775 Mio.              | 720 692 20   | GENODEF1SMU |
| VR Bank Mittlere Oberpfalz eG                                         | Schwandorf                           | BY   | GVB     | 14 (+ 2 SB)   | 1338 Mio.             | 750 691 71   | GENODEF1SWD |
| VR-Bank Main-Rhön eG                                                  | Schweinfurt                          | BY   | GVB     | 18 (+ 5 SB)   | 2413 Mio.             | 790 691 65   | GENODEF1MLV |
| Raiffeisenbank Südliches Ostallgäu eG                                 | Seeg                                 | BY   | GVB     | 8             | 440 Mio.              | 733 699 33   | GENODEF1RHP |
| Raiffeisenbank Chiemgau - Nord - Obing eG                             | Seeon-Seebruck                       | BY   | GVB     | 5             | 377 Mio.              | 701 691 65   | GENODEF1SBC |
| Raiffeisenbank Sinzing eG                                             | Sinzing                              | BY   | GVB     | 4             | 142 Mio.              | 750 690 78   | GENODEF1SZV |
| Raiffeisenbank am Kulm eG                                             | Speichersdorf                        | BY   | GVB     | 2             | 131 Mio.              | 770 697 82   | GENODEF1SPK |
| Raiffeisenbank Hochfranken West eG                                    | Stammbach                            | BY   | GVB     | 10            | 454 Mio.              | 770 698 70   | GENODEF1SZF |
| Volksbank Raiffeisenbank Starnberg-Herrsching-Landsberg eG            | Starnberg                            | BY   | GVB     | 22 (+ 12 SB)  | 3378 Mio.             | 700 932 00   | GENODEF1STH |
| Raiffeisenbank Steingaden eG                                          | Steingaden                           | BY   | GVB     | 7             | 406 Mio.              | 701 695 58   | GENODEF1SGA |
| Raiffeisenbank Straubing eG                                           | Straubing                            | BY   | GVB     | 11 (+ 3 SB)   | 1082 Mio.             | 742 601 10   | GENODEF1SR2 |
| VR-Bank Ostbayern-Mitte eG                                            | Straubing                            | BY   | GVB     | 18 (+ 1 SB)   | 2145 Mio.             | 742 900 00   | GENODEF1SR1 |
| VR Bank Amberg-Sulzbach eG                                            | Sulzbach-Rosenberg                   | BY   | GVB     | 16 (+ 4 SB)   | 1565 Mio.             | 752 900 00   | GENODEF1AMV |
| Raiffeisenbank im Grabfeld eG                                         | Sulzdorf an der Lederhecke           | BY   | GVB     | 3             | 179 Mio.              | 790 691 88   | GENODEF1SLZ |
| VR-Bank Taufkirchen-Dorfen eG                                         | Taufkirchen (Vils)                   | BY   | GVB     | 6             | 1221 Mio.             | 701 695 66   | GENODEF1TAV |
| Raiffeisenbank Rupertiwinkel eG                                       | Teisendorf                           | BY   | GVB     | 4 (+ 2 SB)    | 546 Mio.              | 701 691 91   | GENODEF1TEI |
| Raiffeisenbank Thannhausen eG                                         | Thannhausen (Schwaben)               | BY   | GVB     | 4             | 321 Mio.              | 720 692 35   | GENODEF1THS |
| Raiffeisenbank Thurnauer Land eG                                      | Thurnau                              | BY   | GVB     | 5             | 154 Mio.              | 770 697 39   | GENODEF1THA |
| Raiffeisenbank i. Lkrs. Passau-Nord eG                                | Tiefenbach                           | BY   | GVB     | 5 (+ 3 SB)    | 532 Mio.              | 740 627 86   | GENODEF1TIE |
| Raiffeisenbank Türkheim eG                                            | Türkheim                             | BY   | GVB     | 5             | 228 Mio.              | 701 695 75   | GENODEF1TRH |
| Raiffeisen-Volksbank Tüßling-Unterneukirchen eG                       | Tüßling                              | BY   | GVB     | 2             | 243 Mio.              | 701 695 76   | GENODEF1TUS |
| Raiffeisenbank München-Nord eG                                        | Unterschleißheim                     | BY   | GVB     | 10 (+ 3 SB)   | 991 Mio.              | 701 694 65   | GENODEF1M08 |
| VR GenoBank DonauWald eG                                              | Viechtach                            | BY   | GVB     | 16 (+ 8 SB)   | 1874 Mio.             | 741 900 00   | GENODEF1DGV |
| VR-Bank Isar-Vils eG                                                  | Vilsbiburg                           | BY   | GVB     | 7 (+ 2 SB)    | 1235 Mio.             | 743 923 00   | GENODEF1VBV |
| Raiffeisenbank Mainschleife-Steigerwald eG                            | Volkach                              | BY   | GVB     | 19            | 867 Mio.              | 790 690 01   | GENODEF1WED |
| Raiffeisenbank Wald-Görisried eG                                      | Wald                                 | BY   | GVB     | 2             | 87 Mio.               | 733 699 54   | GENODEF1WGO |
| Raiffeisenbank Goldener Steig - Dreisessel eG                         | Waldkirchen                          | BY   | GVB     | 8             | 762 Mio.              | 740 611 01   | GENODEF1RGS |
| Raiffeisenbank Wallgau-Krün eG                                        | Wallgau                              | BY   | GVB     | 2             | 59 Mio.               | 703 625 95   | GENODEF1WAK |
| Raiffeisenbank Wegscheid eG                                           | Wegscheid                            | BY   | GVB     | 2             | 148 Mio.              | 740 645 93   | GENODEF1WSD |
| Volksbank Raiffeisenbank Nordoberpfalz eG                             | Weiden in der Oberpfalz              | BY   | GVB     | 28 (+ 1 SB)   | 4558 Mio.             | 753 900 00   | GENODEF1WEV |
| VR Bank im südlichen Franken eG                                       | Weißenburg in Bayern                 | BY   | GVB     | 36 (+ 18 SB)  | 4080 Mio.             | 765 910 00   | GENODEF1DKV |
| Raiffeisen-Volksbank Wemding eG                                       | Wemding                              | BY   | GVB     | 5             | 365 Mio.              | 720 693 08   | GENODEF1WDN |
| Raiffeisenbank Isar-Loisachtal eG                                     | Wolfratshausen                       | BY   | GVB     | 6 (+ 1 SB)    | 715 Mio.              | 701 695 43   | GENODEF1HHS |
| Volksbank Raiffeisenbank Würzburg eG                                  | Würzburg                             | BY   | GVB     | 28 (+ 4 SB)   | 2570 Mio.             | 790 900 00   | GENODEF1WU1 |
| Raiffeisenbank Augsburger Land West eG                                | Zusmarshausen                        | BY   | GVB     | 12            | 857 Mio.              | 720 692 74   | GENODEF1ZUS |
| Berliner Volksbank eG                                                 | Berlin                               | BE   | GV      | 45 (+ 109 SB) | 18539 Mio.            | 100 900 00   | BEVODEBBXXX |
| Raiffeisen-Volksbank Oder-Spree eG                                    | Beeskow                              | BB   | GV      | 7 (+ 1 SB)    | 341 Mio.              | 170 624 28   | GENODEF1BKW |
| Brandenburger Bank Volksbank-Raiffeisenbank eG                        | Brandenburg an der Havel             | BB   | GV      | 9             | 907 Mio.              | 160 620 73   | GENODEF1BRB |
| VR Bank Lausitz eG                                                    | Cottbus                              | BB   | GV      | 16            | 807 Mio.              | 180 626 78   | GENODEF1FWA |
| Volks- und Raiffeisenbank Fürstenwalde Seelow Wriezen eG              | Fürstenwalde/Spree                   | BB   | GV      | 8 (+ 1 SB)    | 489 Mio.              | 170 924 04   | GENODEF1FW1 |
| VR-Bank Fläming-Elsterland eG                                         | Luckenwalde                          | BB   | GV      | 12            | 1154 Mio.             | 160 620 08   | GENODEF1LUK |
| Spreewaldbank eG                                                      | Lübben                               | BB   | GV      | 9             | 619 Mio.              | 180 926 84   | GENODEF1LN1 |
| Raiffeisenbank Ostprignitz-Ruppin eG                                  | Neuruppin                            | BB   | GV      | 4 (+ 2 SB)    | 411 Mio.              | 160 619 38   | GENODEF1NPP |
| Volks- und Raiffeisenbank Prignitz eG                                 | Perleberg                            | BB   | GV      | 11 (+ 2 SB)   | 1353 Mio.             | 160 601 22   | GENODEF1PER |
| VR-Bank Uckermark-Randow eG                                           | Prenzlau                             | BB   | GV      | 12            | 953 Mio.              | 150 917 04   | GENODEF1PZ1 |
| Volksbank Rathenow eG                                                 | Rathenow                             | BB   | GV      | 6             | 391 Mio.              | 160 919 94   | GENODEF1RN1 |
| Volksbank Spree-Neiße eG                                              | Spremberg                            | BB   | GV      | 5             | 403 Mio.              | 180 927 44   | GENODEF1SPM |
| Bremische Volksbank Weser-Wümme eG                                    | Bremen                               | HB   | GV      | 8 (+ 8 SB)    | 2500 Mio.             | 291 900 24   | GENODEF1HB1 |
| Volksbank Bremen-Nord eG                                              | Bremen                               | HB   | GV      | 4             | 575 Mio.              | 291 903 30   | GENODEF1HB2 |
| Hamburger Volksbank eG                                                | Hamburg                              | HH   | GV      | 15            | 4055 Mio.             | 201 900 03   | GENODEF1HH2 |
| VR Bank HessenLand eG                                                 | Alsfeld                              | HE   | GV      | 9 (+ 4 SB)    | 2574 Mio.             | 530 932 00   | GENODE51ALS |
| Raiffeisenbank im Hochtaunus eG                                       | Bad Homburg vor der Höhe             | HE   | GV      | 0             | 2436 Mio.             | 500 617 41   | GENODE51OBU |
| Raiffeisenbank eG                                                     | Baunatal                             | HE   | GV      | 5             | 755 Mio.              | 520 641 56   | GENODEF1BTA |
| Raiffeisenbank Nördliche Bergstraße eG                                | Bickenbach (Bergstraße)              | HE   | GV      | 2 (+ 1 SB)    | 226 Mio.              | 508 615 01   | GENODE51ABH |
| VR Bank Main-Kinzig-Büdingen eG                                       | Büdingen                             | HE   | GV      | 18 (+ 13 SB)  | 4128 Mio.             | 506 616 39   | GENODEF1LSR |
| VR Bank Ried-Überwald eG                                              | Bürstadt                             | HE   | GV      | 10 (+ 2 SB)   | 748 Mio.              | 509 612 06   | GENODE51RBU |
| Volksbank Butzbach eG                                                 | Butzbach                             | HE   | GV      | 4             | 534 Mio.              | 518 614 03   | GENODE51BUT |
| VR Bank Lahn-Dill eG                                                  | Dillenburg                           | HE   | GV      | 19 (+ 1 SB)   | 2362 Mio.             | 517 624 34   | GENODE51BIK |
| Volksbank Langendernbach eG                                           | Dornburg                             | HE   | GV      | 1 (+ 2 SB)    | 126 Mio.              | 511 616 06   | GENODE51LDD |
| VR Bank Dreieich - Offenbach eG                                       | Dreieich                             | HE   | GV      | 10            | 2574 Mio.             | 505 922 00   | GENODE51DRE |
| Frankfurter Volksbank Rhein/Main eG                                   | Frankfurt am Main                    | HE   | GV      | 115 (+ 90 SB) | 19589 Mio.            | 501 900 00   | FFVBDEFFXXX |
| VR Bank Fulda eG                                                      | Fulda                                | HE   | GV      | 17            | 2598 Mio.             | 530 601 80   | GENODE51FUL |
| Rheingauer Volksbank eG                                               | Geisenheim                           | HE   | GV      | 11 (+ 10 SB)  | 2047 Mio.             | 510 915 00   | GENODE51RGG |
| VR Bank Bad Orb-Gelnhausen eG                                         | Gelnhausen                           | HE   | GV      | 5 (+ 2 SB)    | 569 Mio.              | 507 900 00   | GENODE51GEL |
| Spar-u.Kredit-Bank eG                                                 | Gemünden (Wohra)                     | HE   | GV      | 4             | 190 Mio.              | 520 690 29   | GENODEF1GMD |
| Volksbank Mittelhessen eG                                             | Gießen                               | HE   | GV      | 84            | 13165 Mio.            | 513 900 00   | VBMHDE5FXXX |
| Volksbank Mainspitze eG                                               | Ginsheim-Gustavsburg                 | HE   | GV      | 3 (+ 2 SB)    | 768 Mio.              | 508 629 03   | GENODE51GIN |
| Raiffeisenbank Grävenwiesbach eG                                      | Grävenwiesbach                       | HE   | GV      | 1             | 115 Mio.              | 500 693 45   | GENODE51GWB |
| Volksbank eG                                                          | Grebenhain                           | HE   | GV      | 3             | 173 Mio.              | 500 691 46   | GENODE51GRC |
| Raiffeisenbank im Fuldaer Land eG                                     | Großenlüder                          | HE   | GV      | 5             | 635 Mio.              | 530 620 35   | GENODEF1GLU |
| Raiffeisenbank Werratal-Landeck eG                                    | Heringen (Werra)                     | HE   | GV      | 3 (+ 1 SB)    | 246 Mio.              | 532 613 42   | GENODEF1RAW |
| Volksbank Heuchelheim eG                                              | Heuchelheim an der Lahn              | HE   | GV      | 6             | 634 Mio.              | 513 610 21   | GENODE51HHE |
| VR-Bank NordRhön eG                                                   | Hünfeld                              | HE   | GV      | 6 (+ 3 SB)    | 1579 Mio.             | 530 612 30   | GENODEF1HUE |
| Hüttenberger Bank eG                                                  | Hüttenberg                           | HE   | GV      | 1             | 47 Mio.               | 500 694 55   | GENODE51HUT |
| Volksbank Kassel Göttingen eG                                         | Kassel                               | HE   | GV      | 20 (+ 13 SB)  | 3579 Mio.             | 520 900 00   | GENODE51KS1 |
| Raiffeisenbank Kirtorf eG                                             | Kirtorf                              | HE   | GV      | 4             | 90 Mio.               | 500 694 77   | GENODE51KIF |
| Waldeck-Frankenberger Bank eG                                         | Korbach                              | HE   | GV      | 15 (+ 5 SB)   | 2086 Mio.             | 523 600 59   | GENODEF1KBW |
| Volksbank Lauterbach-Schlitz eG                                       | Lauterbach (Hessen)                  | HE   | GV      | 5             | 674 Mio.              | 519 900 00   | GENODE51LB1 |
| VR PartnerBank eG Chattengau-Schwalm-Eder                             | Melsungen                            | HE   | GV      | 12 (+ 2 SB)   | 1602 Mio.             | 520 626 01   | GENODEF1HRV |
| Volksbank Ober-Mörlen eG                                              | Ober-Mörlen                          | HE   | GV      | 1             | 158 Mio.              | 518 618 06   | GENODE51OBM |
| Raiffeisenbank Biebergrund-Petersberg eG                              | Petersberg                           | HE   | GV      | 3 (+ 1 SB)    | 437 Mio.              | 530 623 50   | GENODEF1PBG |
| Landbank Horlofftal eG                                                | Reichelsheim (Wetterau)              | HE   | GV      | 1             | 206 Mio.              | 518 616 16   | GENODE51REW |
| Vereinigte Volksbank Raiffeisenbank eG                                | Reinheim                             | HE   | GV GVB  | 33 (+ 13 SB)  | 5095 Mio.             | 508 635 13   | GENODE51MIC |
| Volksbank Weschnitztal eG                                             | Rimbach                              | HE   | GV      | 3             | 529 Mio.              | 509 615 92   | GENODE51FHO |
| Raiffeisenbank eG                                                     | Rodenbach                            | HE   | GV      | 4 (+ 1 SB)    | 347 Mio.              | 506 636 99   | GENODEF1RDB |
| Volksbank Seligenstadt eG                                             | Seligenstadt                         | HE   | GV      | 2             | 215 Mio.              | 506 921 00   | GENODE51SEL |
| VR-Bank Spangenberg - Morschen eG                                     | Spangenberg                          | HE   | GV      | 2             | 175 Mio.              | 520 633 69   | GENODEF1SPB |
| Volksbank Ulrichstein eG                                              | Ulrichstein                          | HE   | GV      | 1             | 87 Mio.               | 519 610 23   | GENODE51ULR |
| Volksbank Brandoberndorf eG                                           | Waldsolms                            | HE   | GV      | 1             | 79 Mio.               | 515 913 00   | GENODE51WBO |
| Volksbank Wißmar eG                                                   | Wettenberg                           | HE   | GV      | 1             | 97 Mio.               | 500 699 76   | GENODE51WWI |
| Wiesbadener Volksbank eG                                              | Wiesbaden                            | HE   | GV      | 20 (+ 15 SB)  | 7961 Mio.             | 510 900 00   | WIBADE5WXXX |
| Raiffeisenbank HessenNord eG                                          | Wolfhagen                            | HE   | GV      | 11 (+ 1 SB)   | 926 Mio.              | 520 635 50   | GENODEF1WOH |
| Volksbank Demmin eG                                                   | Demmin                               | MV   | GV      | 5             | 385 Mio.              | 150 916 74   | GENODEF1DM1 |
| VR Bank Mecklenburg eG                                                | Rostock                              | MV   | GV      | 15 (+ 11 SB)  | 3409 Mio.             | 140 613 08   | GENODEF1GUE |
| Volksbank Vorpommern eG                                               | Stralsund                            | MV   | GV      | 27 (+ 27 SB)  | 2093 Mio.             | 130 910 54   | GENODEF1HST |
| Raiffeisenbank Mecklenburger Seenplatte eG                            | Waren (Müritz)                       | MV   | GV      | 15            | 942 Mio.              | 150 616 18   | GENODEF1WRN |
| Volksbank eG                                                          | Adelebsen                            | NI   | GV      | 1             | 108 Mio.              | 260 615 56   | GENODEF1ADE |
| Volksbank Geest eG                                                    | Apensen                              | NI   | GV      | 6 (+ 5 SB)    | 666 Mio.              | 200 697 82   | GENODEF1APE |
| Raiffeisen-Volksbank eG                                               | Aurich                               | NI   | GVWE    | 10 (+ 2 SB)   | 2024 Mio.             | 285 622 97   | GENODEF1UPL |
| Volksbank im Elbe-Weser-Dreieck eG                                    | Beverstedt                           | NI   | GV      | 18            | 2335 Mio.             | 292 657 47   | GENODEF1BEV |
| Volksbank Nordhümmling eG                                             | Börger                               | NI   | GVWE    | 3             | 279 Mio.              | 280 697 06   | GENODEF1BOG |
| Volksbank Börßum-Hornburg eG                                          | Börßum                               | NI   | GV      | 3             | 219 Mio.              | 270 622 90   | GENODEF1BOH |
| Raiffeisenbank Wesermarsch-Süd eG                                     | Brake                                | NI   | GVWE    | 2 (+ 7 SB)    | 306 Mio.              | 280 614 10   | GENODEF1BRN |
| Volksbank Braunlage eG                                                | Braunlage                            | NI   | GV      | 5 (+ 2 SB)    | 233 Mio.              | 278 933 59   | GENODEF1BLG |
| Raiffeisenbank Butjadingen-Abbehausen eG                              | Butjadingen                          | NI   | GVWE    | 2             | 250 Mio.              | 280 682 18   | GENODEF1BUT |
| Volksbank eG Emstek Essen Cappeln                                     | Cappeln                              | NI   | GVWE    | 7 (+ 6 SB)    | 943 Mio.              | 280 635 26   | GENODEF1ESO |
| Volksbank eG Südheide – Isenhagener Land – Altmark                    | Celle                                | NI   | GV      | 15 (+ 16 SB)  | 2186 Mio.             | 257 916 35   | GENODEF1HMN |
| Volksbank im Wesertal eG                                              | Coppenbrügge                         | NI   | GV      | 3             | 354 Mio.              | 254 626 80   | GENODEF1COP |
| Volksbank Dammer Berge eG                                             | Damme                                | NI   | GVWE    | 5             | 1169 Mio.             | 280 616 79   | GENODEF1DAM |
| VR-Bank Mitte eG                                                      | Duderstadt                           | NI   | GV      | 17            | 2665 Mio.             | 522 603 85   | GENODEF1ESW |
| Volksbank eG                                                          | Fredenbeck                           | NI   | GV      | 4             | 399 Mio.              | 200 698 12   | GENODEF1FRB |
| Raiffeisenbank Wiesedermeer-Wiesede-Marcardsmoor eG                   | Friedeburg                           | NI   | GVWE    | 1             | 72 Mio.               | 280 697 73   | GENODEF1WWM |
| Volksbank eG                                                          | Friesoythe                           | NI   | GVWE    | 8             | 1030 Mio.             | 280 666 20   | GENODEF1FOY |
| VR-Bank eG Osnabrücker Nordland                                       | Fürstenau                            | NI   | GVWE    | 8 (+ 4 SB)    | 776 Mio.              | 265 679 43   | GENODEF1NOP |
| VR-Bank in Südoldenburg eG                                            | Garrel                               | NI   | GVWE    | 5             | 1341 Mio.             | 280 615 01   | GENODEF1CLP |
| Volksbank Geeste-Nord eG                                              | Geestland                            | NI   | GVWE    | 3             | 257 Mio.              | 292 627 22   | GENODEF1BRV |
| Volksbank Düte-Ems eG                                                 | Georgsmarienhütte                    | NI   | GVWE    | 8 (+ 3 SB)    | 1043 Mio.             | 265 659 28   | GENODEF1HGM |
| Volksbank Nordharz eG                                                 | Goslar                               | NI   | GV      | 6             | 399 Mio.              | 268 900 19   | GENODEF1VNH |
| Volksbank Hameln-Stadthagen eG                                        | Hameln                               | NI   | GV      | 9             | 1918 Mio.             | 254 621 60   | GENODEF1HMP |
| Spar- und Kreditbank eG                                               | Hammah                               | NI   | GVWE    | 2 (+ 1 SB)    | 273 Mio.              | 200 698 00   | GENODEF1HAA |
| Hannoversche Volksbank eG                                             | Hannover                             | NI   | GV      | 32 (+ 33 SB)  | 8862 Mio.             | 251 900 01   | VOHADE2HXXX |
| Volksbank Solling eG                                                  | Hardegsen                            | NI   | GV      | 5             | 528 Mio.              | 262 616 93   | GENODEF1HDG |
| Volksbank Emstal eG                                                   | Haren (Ems)                          | NI   | GVWE    | 7             | 905 Mio.              | 280 699 91   | GENODEF1LTH |
| Volksbank Haselünne eG                                                | Haselünne                            | NI   | GVWE    | 2 (+ 2 SB)    | 523 Mio.              | 266 613 80   | GENODEF1HLN |
| Volksbank eG                                                          | Hildesheim                           | NI   | GV      | 15 (+ 6 SB)   | 2935 Mio.             | 251 933 31   | GENODEF1PAT |
| Volksbank eG Bad Laer-Borgloh-Hilter-Melle                            | Hilter                               | NI   | GVWE    | 4 (+ 5 SB)    | 835 Mio.              | 265 624 90   | GENODEF1HTR |
| VR-Bank in Südniedersachsen eG                                        | Holzminden                           | NI   | GV      | 12 (+ 3 SB)   | 1352 Mio.             | 260 624 33   | GENODEF1DRA |
| Volksbank Niedersachsen-Mitte eG                                      | Hoya                                 | NI   | GV      | 28 (+ 11 SB)  | 3503 Mio.             | 256 916 33   | GENODEF1SUL |
| Vereinigte Volksbank eG Ganderkesee - Hude - Bookholzberg - Lemwerder | Hude                                 | NI   | GVWE    | 6             | 901 Mio.              | 280 622 49   | GENODEF1HUD |
| Volksbank Jever eG                                                    | Jever                                | NI   | GVWE    | 6 (+ 7 SB)    | 1433 Mio.             | 282 622 54   | GENODEF1JEV |
| Raiffeisenbank Ems-Vechte eG                                          | Klein Berßen                         | NI   | GVWE    | 6             | 771 Mio.              | 280 698 78   | GENODEF1KBL |
| Spar- und Darlehnskasse Börde Lamstedt-Hechthausen eG                 | Lamstedt                             | NI   | GV      | 2             | 183 Mio.              | 241 628 98   | GENODEF1LAS |
| Volksbank Lastrup eG                                                  | Lastrup                              | NI   | GVWE    | 1             | 227 Mio.              | 280 672 57   | GENODEF1LAP |
| Ostfriesische Volksbank eG                                            | Leer                                 | NI   | GV      | 14            | 4064 Mio.             | 285 900 75   | GENODEF1LER |
| Emsländische Volksbank eG                                             | Lingen (Ems)                         | NI   | GVWE    | 27            | 3436 Mio.             | 266 614 94   | GENODEF1MEP |
| Volksbank eG Lohne-Dinklage-Steinfeld-Mühlen                          | Lohne                                | NI   | GVWE    | 4             | 1593 Mio.             | 280 625 60   | GENODEF1LON |
| Volksbank eG                                                          | Löningen                             | NI   | GVWE    | 2             | 454 Mio.              | 280 650 61   | GENODEF1LOG |
| Raiffeisenbank Lorup eG                                               | Lorup                                | NI   | GVWE    | 1             | 249 Mio.              | 280 699 35   | GENODEF1LRU |
| VR Plus Altmark-Wendland eG                                           | Lüchow (Wendland)                    | NI   | GV      | 12 (+ 5 SB)   | 1036 Mio.             | 258 634 89   | GENODEF1WOT |
| Volksbank Winsener Marsch eG                                          | Marschacht                           | NI   | GV      | 3 (+ 2 SB)    | 309 Mio.              | 200 699 65   | GENODEF1WIM |
| Raiffeisenbank eG                                                     | Moormerland                          | NI   | GVWE    | 7             | 628 Mio.              | 285 637 49   | GENODEF1MML |
| Raiffeisen-Volksbank Neustadt eG                                      | Neustadt am Rübenberge               | NI   | GV      | 2             | 144 Mio.              | 250 692 62   | GENODEF1NST |
| Raiffeisen-Volksbank Fresena eG                                       | Norden                               | NI   | GVWE    | 23            | 1462 Mio.             | 283 615 92   | GENODEF1MAR |
| Grafschafter Volksbank eG                                             | Nordhorn                             | NI   | GVWE    | 11            | 2991 Mio.             | 280 699 56   | GENODEF1NEV |
| Oldenburger Volksbank eG                                              | Oldenburg                            | NI   | GVWE GV | 10            | 1932 Mio.             | 280 618 22   | GENODEF1EDE |
| Vereinigte Volksbank eG Bramgau Osnabrück Wittlage                    | Osnabrück                            | NI   | GVWE    | 19 (+ 9 SB)   | 1753 Mio.             | 265 900 25   | GENODEF1OSV |
| Volksbank eG                                                          | Osterholz-Scharmbeck                 | NI   | GV      | 11 (+ 2 SB)   | 1780 Mio.             | 291 623 94   | GENODEF1OHZ |
| Volksbank im Harz eG                                                  | Osterode am Harz                     | NI   | GV      | 7             | 596 Mio.              | 268 914 84   | GENODEF1OHA |
| Raiffeisenbank Strücklingen-Idafehn eG                                | Ostrhauderfehn                       | NI   | GVWE    | 3 (+ 1 SB)    | 210 Mio.              | 280 690 52   | GENODEF1ORF |
| Volksbank Oyten eG                                                    | Oyten                                | NI   | GVWE    | 1             | 275 Mio.              | 291 655 45   | GENODEF1OYT |
| Raiffeisenbank Rastede eG                                             | Rastede                              | NI   | GVWE    | 3             | 424 Mio.              | 280 621 65   | GENODEF1RSE |
| Volksbank eG Westrhauderfehn                                          | Rhauderfehn                          | NI   | GVWE    | 4             | 546 Mio.              | 285 916 54   | GENODEF1WRH |
| Volksbank in Schaumburg und Nienburg eG                               | Rinteln                              | NI   | GV      | 18 (+ 18 SB)  | 5198 Mio.             | 255 914 13   | GENODEF1BCK |
| Raiffeisenbank eG Scharrel                                            | Saterland                            | NI   | GVWE    | 4             | 404 Mio.              | 280 652 86   | GENODEF1SAN |
| Volksbank Schwanewede eG                                              | Schwanewede                          | NI   | GVWE    | 1             | 114 Mio.              | 291 624 53   | GENODEF1SWW |
| Volksbank eG                                                          | Seesen                               | NI   | GV      | 21            | 1593 Mio.             | 278 937 60   | GENODEF1SES |
| Volksbank Süd-Emsland eG                                              | Spelle                               | NI   | GVWE    | 11            | 1215 Mio.             | 280 699 94   | GENODEF1SPL |
| Volksbank Stade-Cuxhaven eG                                           | Stade                                | NI   | GV      | 11            | 1946 Mio.             | 241 910 15   | GENODEF1SDE |
| Volksbank Niedergrafschaft eG                                         | Uelsen                               | NI   | GVWE    | 5             | 638 Mio.              | 280 699 26   | GENODEF1HOO |
| Volksbank Uelzen-Salzwedel eG                                         | Uelzen                               | NI   | GV      | 8 (+ 5 SB)    | 1117 Mio.             | 258 622 92   | GENODEF1EUB |
| Raiffeisen-Volksbank Varel-Nordenham eG                               | Varel                                | NI   | GVWE    | 7             | 1087 Mio.             | 282 626 73   | GENODEF1VAR |
| Volksbank Vechta eG                                                   | Vechta                               | NI   | GVWE    | 9 (+ 1 SB)    | 1751 Mio.             | 280 641 79   | GENODEF1VEC |
| Volksbank Visbek eG                                                   | Visbek                               | NI   | GVWE    | 1             | 304 Mio.              | 280 661 03   | GENODEF1VIS |
| Hümmlinger Volksbank eG                                               | Werlte                               | NI   | GVWE    | 3             | 455 Mio.              | 280 693 81   | GENODEF1WLT |
| Volksbank Westerstede eG                                              | Westerstede                          | NI   | GVWE    | 2             | 502 Mio.              | 280 632 53   | GENODEF1WRE |
| Raiffeisenbank Flachsmeer eG                                          | Westoverledingen                     | NI   | GVWE    | 2             | 710 Mio.              | 285 627 16   | GENODEF1WEF |
| Volksbank eG Oldenburg-Land Delmenhorst                               | Wildeshausen                         | NI   | GVWE    | 10 (+ 8 SB)   | 1703 Mio.             | 280 662 14   | GENODEF1WDH |
| Volksbank Wilhelmshaven eG                                            | Wilhelmshaven                        | NI   | GV      | 4             | 662 Mio.              | 282 900 63   | GENODEF1WHV |
| Volksbank Lüneburger Heide eG                                         | Winsen (Luhe)                        | NI   | GV      | 27 (+ 21 SB)  | 4120 Mio.             | 240 603 00   | GENODEF1NBU |
| Volksbank eG                                                          | Wolfenbüttel                         | NI   | GV      | 21 (+ 6 SB)   | 3065 Mio.             | 270 925 55   | GENODEF1WFV |
| Volksbank BRAWO eG                                                    | Wolfsburg                            | NI   | GV      | 35            | 6424 Mio.             | 269 910 66   | GENODEF1WOB |
| Volksbank Worpswede eG                                                | Worpswede                            | NI   | GV      | 2             | 134 Mio.              | 291 665 68   | GENODEF1WOP |
| Aachener Bank eG                                                      | Aachen                               | NW   | GV      | 14            | 1652 Mio.             | 390 601 80   | GENODED1AAC |
| Volksbank Niederrhein eG                                              | Alpen                                | NW   | GV      | 19            | 2287 Mio.             | 354 611 06   | GENODED1NRH |
| Volksbank Anröchte eG                                                 | Anröchte                             | NW   | GV      | 4             | 461 Mio.              | 416 612 06   | GENODEM1ANR |
| Volksbank Ascheberg-Herbern eG                                        | Ascheberg                            | NW   | GV      | 2 (+ 1 SB)    | 293 Mio.              | 400 696 01   | GENODEM1CAN |
| Volksbank Wittgenstein eG                                             | Bad Berleburg                        | NW   | GV      | 5             | 283 Mio.              | 460 634 05   | GENODEM1BB1 |
| Volksbank Bad Salzuflen eG                                            | Bad Salzuflen                        | NW   | GV      | 6 (+ 7 SB)    | 909 Mio.              | 482 914 90   | GENODEM1BSU |
| Bensberger Bank eG                                                    | Bergisch Gladbach                    | NW   | GV      | 2 (+ 2 SB)    | 624 Mio.              | 370 621 24   | GENODED1BGL |
| VR Bank eG Bergisch Gladbach-Leverkusen                               | Bergisch Gladbach                    | NW   | GV      | 23 (+ 6 SB)   | 2893 Mio.             | 370 626 00   | GENODED1PAF |
| Volksbank in Ostwestfalen eG                                          | Bielefeld                            | NW   | GV      | 49 (+ 43 SB)  | 10367 Mio.            | 478 601 25   | GENODEM1GTL |
| Volksbank Baumberge eG                                                | Billerbeck                           | NW   | GV      | 4             | 775 Mio.              | 400 694 08   | GENODEM1BAU |
| Volksbank Ostlippe eG                                                 | Blomberg                             | NW   | GV      | 3             | 238 Mio.              | 476 912 00   | GENODEM1OLB |
| Volksbank Bocholt eG                                                  | Bocholt                              | NW   | GV      | 7 (+ 8 SB)    | 1862 Mio.             | 428 600 03   | GENODEM1BOH |
| Volksbank Bochum Witten eG                                            | Bochum                               | NW   | GV      | 9 (+ 14 SB)   | 1749 Mio.             | 430 601 29   | GENODEM1BOC |
| Volksbank Bönen eG                                                    | Bönen                                | NW   | GV      | 2 (+ 1 SB)    | 254 Mio.              | 410 622 15   | GENODEM1BO1 |
| Volksbank Köln Bonn eG                                                | Bonn                                 | NW   | GV      | 27 (+ 28 SB)  | 6584 Mio.             | 380 601 86   | GENODED1BRS |
| Vereinigte Volksbank eG                                               | Brakel                               | NW   | GV      | 10            | 1770 Mio.             | 472 643 67   | GENODEM1STM |
| Brühler Bank eG                                                       | Brühl                                | NW   | GVWE    | 1             | 270 Mio.              | 370 699 91   | GENODED1BRL |
| Volksbank Westmünsterland eG                                          | Coesfeld                             | NW   | GV      | 23 (+ 6 SB)   | 5081 Mio.             | 428 613 87   | GENODEM1BOB |
| Volksbank Delbrück-Rietberg eG                                        | Delbrück                             | NW   | GV      | 15 (+ 1 SB)   | 2242 Mio.             | 478 624 47   | GENODEM1RNE |
| Vereinte Volksbank eG                                                 | Dorsten                              | NW   | GV      | 5 (+ 9 SB)    | 2083 Mio.             | 424 614 35   | GENODEM1KIH |
| Dortmunder Volksbank eG                                               | Dortmund                             | NW   | GV      | 31 (+ 45 SB)  | 10967 Mio.            | 441 600 14   | GENODEM1DOR |
| Volksbank Dortmund-Nordwest eG                                        | Dortmund                             | NW   | GV      | 3             | 974 Mio.              | 440 601 22   | GENODEM1DNW |
| Volksbank Düsseldorf Neuss eG                                         | Düsseldorf                           | NW   | GV      | 21 (+ 8 SB)   | 2010 Mio.             | 301 602 13   | GENODED1DNE |
| Volksbank Rhein-Ruhr eG                                               | Duisburg                             | NW   | GV      | 13 (+ 1 SB)   | 2126 Mio.             | 350 603 86   | GENODED1VRR |
| Volksbank Erft eG                                                     | Elsdorf                              | NW   | GV      | 18 (+ 8 SB)   | 2153 Mio.             | 370 692 52   | GENODED1ERE |
| Volksbank Emmerich-Rees eG                                            | Emmerich am Rhein                    | NW   | GV      | 9 (+ 1 SB)    | 1228 Mio.             | 358 602 45   | GENODED1EMR |
| Volksbank Enniger-Ostenfelde-Westkirchen eG                           | Ennigerloh                           | NW   | GV      | 3             | 144 Mio.              | 412 613 24   | GENODEM1EOW |
| Raiffeisenbank Gymnich eG                                             | Erftstadt                            | NW   | GV      | 2             | 217 Mio.              | 370 693 22   | GENODED1EGY |
| Raiffeisen-Bank Eschweiler eG                                         | Eschweiler                           | NW   | GV      | 4             | 720 Mio.              | 393 622 54   | GENODED1RSC |
| Volksbank im Hochsauerland eG                                         | Eslohe                               | NW   | GV      | 8 (+ 1 SB)    | 741 Mio.              | 400 692 66   | GENODEM1MAS |
| Geno Bank Essen eG                                                    | Essen                                | NW   | GV      | 12            | 1055 Mio.             | 360 604 88   | GENODEM1GBE |
| Volksbank Euskirchen eG                                               | Euskirchen                           | NW   | GV      | 18            | 2088 Mio.             | 382 600 82   | GENODED1EVB |
| VR-Bank Freudenberg-Niederfischbach eG                                | Freudenberg                          | NW   | GV      | 2             | 286 Mio.              | 460 617 24   | GENODEM1FRF |
| Volksbank Ruhr Mitte eG                                               | Gelsenkirchen                        | NW   | GV      | 9 (+ 11 SB)   | 2625 Mio.             | 422 600 01   | GENODEM1GBU |
| Volksbank Gescher eG                                                  | Gescher                              | NW   | GV      | 1 (+ 1 SB)    | 681 Mio.              | 401 649 01   | GENODEM1GE1 |
| Volksbank Störmede-Westenholz-Hörste eG                               | Geseke                               | NW   | GV      | 3 (+ 1 SB)    | 315 Mio.              | 416 624 65   | GENODEM1SGE |
| Volksbank Gronau-Ahaus eG                                             | Gronau                               | NW   | GV      | 21            | 4239 Mio.             | 401 640 24   | GENODEM1GRN |
| Märkische Bank eG                                                     | Hagen                                | NW   | GV      | 10 (+ 10 SB)  | 1741 Mio.             | 450 600 09   | GENODEM1HGN |
| Volksbank Hohenlimburg eG                                             | Hagen                                | NW   | GV      | 4             | 721 Mio.              | 450 615 24   | GENODEM1HLH |
| Volksbank Halle/Westf. eG                                             | Halle (Westf.)                       | NW   | GV      | 4 (+ 1 SB)    | 769 Mio.              | 480 620 51   | GENODEM1HLW |
| Spar- und Darlehnskasse Bockum-Hövel eG                               | Hamm                                 | NW   | GV      | 3 (+ 1 SB)    | 360 Mio.              | 410 610 11   | GENODEM1HBH |
| Volksbank Heiden eG                                                   | Heiden                               | NW   | GV      | 1             | 424 Mio.              | 428 616 08   | GENODEM1HEI |
| Volksbank Heimbach eG                                                 | Heimbach                             | NW   | GV      | 1             | 90 Mio.               | 370 693 42   | GENODED1HMB |
| Volksbank Heinsberg eG                                                | Heinsberg                            | NW   | GV      | 14 (+ 7 SB)   | 2381 Mio.             | 370 694 12   | GENODED1HRB |
| Volksbank Rhein-Erft-Köln eG                                          | Hürth                                | NW   | GV      | 14 (+ 6 SB)   | 3052 Mio.             | 370 623 65   | GENODED1FHH |
| Raiffeisenbank Kaarst eG                                              | Kaarst                               | NW   | GV      | 2 (+ 1 SB)    | 213 Mio.              | 370 694 05   | GENODED1KAA |
| Volksbank Kempen-Grefrath eG                                          | Kempen                               | NW   | GV      | 4             | 511 Mio.              | 320 614 14   | GENODED1KMP |
| Volksbank an der Niers eG                                             | Kevelaer                             | NW   | GV      | 17            | 3327 Mio.             | 320 613 84   | GENODED1GDL |
| Volksbank Kierspe eG                                                  | Kierspe                              | NW   | GV      | 2 (+ 1 SB)    | 165 Mio.              | 458 614 34   | GENODEM1KIE |
| Volksbank Kleverland eG                                               | Kleve                                | NW   | GV      | 7 (+ 1 SB)    | 997 Mio.              | 324 604 22   | GENODED1KLL |
| Volksbank Dünnwald-Holweide eG                                        | Köln                                 | NW   | GV      | 2 (+ 2 SB)    | 221 Mio.              | 370 694 27   | GENODED1DHK |
| Volksbank Krefeld eG                                                  | Krefeld                              | NW   | GV      | 12            | 2534 Mio.             | 320 603 62   | GENODED1HTK |
| Volksbank Beckum-Lippstadt eG                                         | Lippstadt                            | NW   | GV      | 14 (+ 3 SB)   | 2756 Mio.             | 416 601 24   | GENODEM1LPS |
| Volksbank PLUS eG                                                     | Lübbecke                             | NW   | GV      | 27            | 1812 Mio.             | 490 926 50   | GENODEM1LUB |
| Volksbank Marl-Recklinghausen eG                                      | Marl                                 | NW   | GV      | 5 (+ 5 SB)    | 1433 Mio.             | 426 610 08   | GENODEM1MRL |
| Mendener Bank eG                                                      | Menden (Sauerland)                   | NW   | GV      | 4             | 617 Mio.              | 447 613 12   | GENODEM1MEN |
| Gladbacher Bank Aktiengesellschaft von 1922                           | Mönchengladbach                      | NW   |         | 3             | 918 Mio.              | 310 601 81   | GENODED1GBM |
| Volksbank Mönchengladbach eG                                          | Mönchengladbach                      | NW   | GV      | 17 (+ 5 SB)   | 2837 Mio.             | 310 605 17   | GENODED1MRB |
| VR Bank eG                                                            | Monheim am Rhein                     | NW   | GV      | 15 (+ 5 SB)   | 1579 Mio.             | 305 605 48   | GENODED1NLD |
| Volksbank im Münsterland eG                                           | Münster                              | NW   | GV      | 41 (+ 67 SB)  | 10979 Mio.            | 403 619 06   | GENODEM1IBB |
| VR Bank Westfalen-Lippe eG                                            | Münster                              | NW   | GV      | 2             | 1080 Mio.             | 400 909 00   | GENODEF1P15 |
| Volksbank Südkirchen-Capelle-Nordkirchen eG                           | Nordkirchen                          | NW   | GV      | 3             | 198 Mio.              | 400 697 16   | GENODEM1SCN |
| Volksbank Nottuln eG                                                  | Nottuln                              | NW   | GV      | 6             | 628 Mio.              | 401 643 52   | GENODEM1CNO |
| Volksbank Ochtrup-Laer eG                                             | Ochtrup                              | NW   | GV      | 5 (+ 2 SB)    | 910 Mio.              | 401 646 18   | GENODEM1OTR |
| Volksbank Olpe-Wenden-Drolshagen eG                                   | Olpe                                 | NW   | GV      | 5 (+ 2 SB)    | 979 Mio.              | 462 618 22   | GENODEM1WDD |
| VerbundVolksbank OWL eG                                               | Paderborn                            | NW   | GV      | 52 (+ 27 SB)  | 10826 Mio.            | 472 601 21   | DGPBDE3MXXX |
| Volksbank Elsen-Wewer-Borchen eG                                      | Paderborn                            | NW   | GV      | 5 (+ 3 SB)    | 509 Mio.              | 472 602 34   | GENODEM1EWB |
| Volksbank Raesfeld und Erle eG                                        | Raesfeld                             | NW   | GV      | 2             | 351 Mio.              | 428 624 51   | GENODEM1RAE |
| Volksbank in der Hohen Mark eG                                        | Reken                                | NW   | GV      | 7             | 1076 Mio.             | 400 697 09   | GENODEM1DLR |
| Volksbank im Bergischen Land eG                                       | Remscheid                            | NW   | GV      | 21 (+ 1 SB)   | 2998 Mio.             | 340 600 94   | VBRSDE33XXX |
| Volksbank Rhede eG                                                    | Rhede                                | NW   | GV      | 2 (+ 1 SB)    | 1027 Mio.             | 428 618 14   | GENODEM1RHD |
| Volksbank Schermbeck eG                                               | Schermbeck                           | NW   | GV      | 2             | 788 Mio.              | 400 693 63   | GENODEM1SMB |
| Volksbank Schlangen eG                                                | Schlangen                            | NW   | GV      | 2             | 270 Mio.              | 400 692 83   | GENODEM1SLN |
| VR-Bank Nordeifel eG                                                  | Schleiden                            | NW   | GV      | 7 (+ 1 SB)    | 964 Mio.              | 370 697 20   | GENODED1SLE |
| Volksbank Sauerland eG                                                | Schmallenberg                        | NW   | GV      | 22 (+ 2 SB)   | 5085 Mio.             | 460 628 17   | GENODEM1SMA |
| Volksbank Selm-Bork eG                                                | Selm                                 | NW   | GV      | 2 (+ 3 SB)    | 434 Mio.              | 401 653 66   | GENODEM1SEM |
| Volksbank Senden eG                                                   | Senden                               | NW   | GV      | 3             | 332 Mio.              | 400 695 46   | GENODEM1SDN |
| VR-Bank Bonn Rhein-Sieg eG                                            | Siegburg                             | NW   | GV      | 34 (+ 16 SB)  | 6421 Mio.             | 370 695 20   | GENODED1RST |
| Volksbank in Südwestfalen eG                                          | Siegen                               | NW   | GV      | 27            | 4450 Mio.             | 447 615 34   | GENODEM1NRD |
| Raiffeisenbank Eifel eG                                               | Simmerath                            | NW   | GV      | 5 (+ 1 SB)    | 788 Mio.              | 370 696 42   | GENODED1SMR |
| Volksbank Hellweg eG                                                  | Soest                                | NW   | GV      | 8             | 2123 Mio.             | 414 601 16   | GENODEM1SOE |
| Volksbank Sprockhövel eG                                              | Sprockhövel                          | NW   | GV      | 5 (+ 1 SB)    | 763 Mio.              | 452 615 47   | GENODEM1SPO |
| Volksbank Versmold eG                                                 | Versmold                             | NW   | GV      | 2             | 287 Mio.              | 478 633 73   | GENODEM1VMD |
| Volksbank Viersen eG                                                  | Viersen                              | NW   | GV      | 6             | 1185 Mio.             | 314 602 90   | GENODED1VSN |
| Volksbank Rhein-Lippe eG                                              | Wesel und Dinslaken                  | NW   | GV      | 15 (+ 8 SB)   | 1816 Mio.             | 356 605 99   | GENODED1RLW |
| Volksbank Oberberg eG                                                 | Wiehl                                | NW   | GV      | 27 (+ 3 SB)   | 4874 Mio.             | 384 621 35   | GENODED1WIL |
| Volksbank Berg eG                                                     | Wipperfürth                          | NW   | GV      | 6 (+ 4 SB)    | 1554 Mio.             | 370 691 25   | GENODED1RKO |
| VR-Bank eG                                                            | Würselen                             | NW   | GV      | 17            | 1826 Mio.             | 391 629 80   | GENODED1WUR |
| VR Bank eG                                                            | Alsheim                              | RP   | GV      | 3 (+ 1 SB)    | 157 Mio.              | 553 612 02   | GENODE51AHM |
| VR Bank Südliche Weinstraße-Wasgau eG                                 | Bad Bergzabern                       | RP   | GV      | 12 (+ 12 SB)  | 1907 Mio.             | 548 913 00   | GENODE61BZA |
| VR Bank Mittelhaardt eG                                               | Bad Dürkheim                         | RP   | GV      | 7             | 702 Mio.              | 546 912 00   | GENODE61DUW |
| Volksbank Rhein-Nahe-Hunsrück eG                                      | Bad Kreuznach                        | RP   | GV      | 16            | 2234 Mio.             | 560 900 00   | GENODE51KRE |
| Budenheimer Volksbank eG                                              | Budenheim                            | RP   | GV      | 1             | 257 Mio.              | 550 613 03   | GENODE51BUD |
| Volksbank Daaden eG                                                   | Daaden                               | RP   | GV      | 3             | 290 Mio.              | 573 912 00   | GENODE51DAA |
| Volksbank Rhein-Lahn-Limburg eG                                       | Diez                                 | RP   | GV      | 21 (+ 10 SB)  | 2850 Mio.             | 570 928 00   | GENODE51DIE |
| Raiffeisenbank „Nahe“ eG                                              | Fischbach                            | RP   | GV      | 7             | 259 Mio.              | 562 617 35   | GENODED1FIN |
| Volksbank Gebhardshain eG                                             | Gebhardshain                         | RP   | GV      | 2             | 230 Mio.              | 573 614 76   | GENODED1GBS |
| Volksbank Glan-Münchweiler eG                                         | Glan-Münchweiler                     | RP   | GV      | 10            | 954 Mio.              | 540 924 00   | GENODE61GLM |
| Volksbank Hamm/Sieg eG                                                | Hamm (Sieg)                          | RP   | GV      | 3             | 175 Mio.              | 573 915 00   | GENODE51HAM |
| Raiffeisenbank MEHR eG Mosel - Eifel - Hunsrück - Region              | Kaisersesch                          | RP   | GV      | 9 (+ 3 SB)    | 874 Mio.              | 570 691 44   | GENODED1KAI |
| Volksbank Kaiserslautern eG                                           | Kaiserslautern                       | RP   | GV      | 8 (+ 7 SB)    | 1474 Mio.             | 540 900 00   | GENODE61KL1 |
| Raiffeisenbank Kastellaun eG                                          | Kastellaun                           | RP   | GV      | 2             | 261 Mio.              | 560 611 51   | GENODED1KSL |
| VR Bank RheinAhrEifel eG                                              | Koblenz                              | RP   | GV      | 51            | 6942 Mio.             | 577 615 91   | GENODED1BNA |
| VR Bank Südpfalz eG                                                   | Landau in der Pfalz                  | RP   | GV      | 37            | 3056 Mio.             | 548 625 00   | GENODE61SUW |
| Volksbank Lauterecken eG                                              | Lauterecken                          | RP   | GV      | 6 (+ 1 SB)    | 308 Mio.              | 540 917 00   | GENODE61LEK |
| Raiffeisenbank Mehring-Leiwen eG                                      | Leiwen                               | RP   | GV      | 2             | 251 Mio.              | 585 617 71   | GENODED1MLW |
| Raiffeisenbank in Rheinhessen eG                                      | Mainz                                | RP   | GV      | 3 (+ 1 SB)    | 515 Mio.              | 550 606 11   | GENODE51MZ6 |
| Volksbank Darmstadt Mainz eG                                          | Mainz                                | RP   | GV      | 50 (+ 90 SB)  | 15214 Mio.            | 551 900 00   | MVBMDE55XXX |
| Westerwald Bank eG Volks- und Raiffeisenbank                          | Montabaur                            | RP   | GV      | 18            | 4192 Mio.             | 573 918 00   | GENODE51WW1 |
| Raiffeisenbank Neustadt eG                                            | Neustadt (Wied)                      | RP   | GV      | 6 (+ 1 SB)    | 628 Mio.              | 570 692 38   | GENODED1ASN |
| Raiffeisenbank eG                                                     | Niederwallmenach                     | RP   | GV      | 1             | 45 Mio.               | 570 626 75   | GENODE51NWA |
| VR-Bank Südwestpfalz eG Pirmasens - Zweibrücken                       | Pirmasens                            | RP   | GV      | 6             | 956 Mio.              | 542 617 00   | GENODE61ROA |
| Volksbank Rheinböllen eG                                              | Rheinböllen                          | RP   | GV      | 2             | 219 Mio.              | 560 622 27   | GENODED1RBO |
| Raiffeisenbank Westeifel eG                                           | Schönecken                           | RP   | GV      | 5             | 600 Mio.              | 586 619 01   | GENODED1WSC |
| Vereinigte Volksbank Raiffeisenbank eG                                | Simmern                              | RP   | GV      | 27            | 3270 Mio.             | 560 614 72   | GENODED1KHK |
| Vereinigte VR Bank Kur- und Rheinpfalz eG                             | Speyer                               | RP   | GV      | 33 (+ 12 SB)  | 6989 Mio.             | 547 900 00   | GENODE61SPE |
| Volksbank Trier Eifel eG                                              | Trier                                | RP   | GV      | 37 (+ 1 SB)   | 4720 Mio.             | 586 601 01   | GENODED1BIT |
| Raiffeisenbank Welling eG                                             | Welling                              | RP   | GV      | 1             | 148 Mio.              | 570 693 61   | GENODED1WLG |
| Volksbank Alzey-Worms eG                                              | Worms                                | RP   | GV      | 24 (+ 20 SB)  | 5282 Mio.             | 550 912 00   | GENODE61AZY |
| levoBank eG                                                           | Lebach                               | SL   | GV      | 7             | 1004 Mio.             | 593 930 00   | GENODE51LEB |
| Bank 1 Saar eG                                                        | Saarbrücken                          | SL   | GV      | 27            | 4986 Mio.             | 591 900 00   | SABADE5SXXX |
| Vereinigte Volksbank eG Saarlouis – Losheim am See – Sulzbach/Saar    | Saarlouis                            | SL   | GV      | 25 (+ 13 SB)  | 3124 Mio.             | 590 920 00   | GENODE51SB2 |
| Volksbank Überherrn eG                                                | Überherrn                            | SL   | GV      | 2             | 123 Mio.              | 593 912 00   | GENODE51UBH |
| Vereinigte Raiffeisenbank Burgstädt eG                                | Burgstädt                            | SN   | GV      | 5             | 170 Mio.              | 870 690 77   | GENODEF1BST |
| Volksbank Chemnitz eG                                                 | Chemnitz                             | SN   | GV      | 22            | 2267 Mio.             | 870 962 14   | GENODEF1CH1 |
| Volksbank Delitzsch eG                                                | Delitzsch                            | SN   | GV      | 3 (+ 1 SB)    | 440 Mio.              | 860 955 54   | GENODEF1DZ1 |
| Volksbank Dresden-Bautzen eG                                          | Dresden                              | SN   | GV      | 21 (+ 16 SB)  | 2758 Mio.             | 850 900 00   | GENODEF1DRS |
| Volksbank Löbau-Zittau eG                                             | Ebersbach-Neugersdorf                | SN   | GV      | 9             | 817 Mio.              | 855 901 00   | GENODEF1NGS |
| VR-Bank Mittelsachsen eG                                              | Freiberg                             | SN   | GV      | 10            | 988 Mio.              | 860 654 68   | GENODEF1DL1 |
| Volksbank-Raiffeisenbank Glauchau eG                                  | Glauchau                             | SN   | GVB     | 6             | 508 Mio.              | 870 959 74   | GENODEF1GC1 |
| Volksbank Raiffeisenbank Niederschlesien eG                           | Görlitz                              | SN   | GV      | 6             | 565 Mio.              | 855 910 00   | GENODEF1GR1 |
| Raiffeisenbank Grimma eG                                              | Grimma                               | SN   | GV      | 4 (+ 1 SB)    | 277 Mio.              | 860 654 83   | GENODEF1GMR |
| Volks- und Raiffeisenbank Muldental eG                                | Grimma                               | SN   | GV      | 2 (+ 2 SB)    | 586 Mio.              | 860 954 84   | GENODEF1GMV |
| Leipziger Volksbank eG                                                | Leipzig                              | SN   | GV      | 23            | 1520 Mio.             | 860 956 04   | GENODEF1LVB |
| Volksbank Raiffeisenbank Meißen Großenhain eG                         | Meißen                               | SN   | GV      | 11 (+ 2 SB)   | 620 Mio.              | 850 950 04   | GENODEF1MEI |
| Volksbank Mittweida eG                                                | Mittweida                            | SN   | GV      | 9             | 3305 Mio.             | 870 961 24   | GENODEF1MIW |
| Volksbank Mittleres Erzgebirge eG                                     | Olbernhau                            | SN   | GV      | 7 (+ 3 SB)    | 390 Mio.              | 870 690 75   | GENODEF1MBG |
| Volksbank Pirna eG                                                    | Pirna                                | SN   | GV      | 9 (+ 2 SB)    | 686 Mio.              | 850 600 00   | GENODEF1PR2 |
| Volksbank Vogtland-Saale-Orla eG                                      | Plauen                               | SN   | GV      | 13 (+ 2 SB)   | 1007 Mio.             | 870 958 24   | GENODEF1PL1 |
| Volksbank Riesa eG                                                    | Riesa                                | SN   | GV      | 5 (+ 1 SB)    | 496 Mio.              | 850 949 84   | GENODEF1RIE |
| Volksbank Zwickau eG                                                  | Zwickau                              | SN   | GVB     | 3 (+ 2 SB)    | 250 Mio.              | 870 959 34   | GENODEF1Z01 |
| Volksbank Börde-Bernburg eG                                           | Bernburg (Saale)                     | ST   | GV      | 9 (+ 2 SB)    | 493 Mio.              | 810 690 52   | GENODEF1WZL |
| Volksbank Jerichower Land eG                                          | Burg                                 | ST   | GV      | 10            | 486 Mio.              | 810 632 38   | GENODEF1BRG |
| Volksbank Dessau-Anhalt eG                                            | Dessau-Roßlau                        | ST   | GV      | 7 (+ 2 SB)    | 534 Mio.              | 800 935 74   | GENODEF1DS1 |
| Volksbank eG                                                          | Gardelegen                           | ST   | GV      | 3             | 155 Mio.              | 810 930 34   | GENODEF1GA1 |
| Volksbank Halle (Saale) eG                                            | Halle (Saale)                        | ST   | GV      | 17            | 1426 Mio.             | 800 937 84   | GENODEF1HAL |
| Raiffeisenbank Kalbe-Bismark eG                                       | Kalbe (Milde)                        | ST   | GV      | 2             | 141 Mio.              | 810 630 28   | GENODEF1KAB |
| Volksbank eG                                                          | Köthen                               | ST   | GV      | 6 (+ 1 SB)    | 195 Mio.              | 800 636 28   | GENODEF1KOE |
| Volksbank Wittenberg eG                                               | Lutherstadt Wittenberg               | ST   | GV      | 5             | 300 Mio.              | 800 635 98   | GENODEF1WB1 |
| Volksbank Magdeburg eG                                                | Magdeburg                            | ST   | GV      | 3 (+ 6 SB)    | 1127 Mio.             | 810 932 74   | GENODEF1MD1 |
| Volks- und Raiffeisenbank Saale-Unstrut eG                            | Merseburg                            | ST   | GV      | 10            | 568 Mio.              | 800 636 48   | GENODEF1NMB |
| Volksbank eG                                                          | Sangerhausen                         | ST   | GV      | 3 (+ 2 SB)    | 209 Mio.              | 800 635 58   | GENODEF1SGH |
| Volksbank Stendal eG                                                  | Stendal                              | ST   | GV      | 3             | 336 Mio.              | 810 930 54   | GENODEF1SDL |
| Harzer Volksbank eG                                                   | Wernigerode                          | ST   | GV      | 9             | 1136 Mio.             | 800 635 08   | GENODEF1QLB |
| Raiffeisenbank eG                                                     | Büchen                               | SH   | GV      | 6 (+ 1 SB)    | 876 Mio.              | 230 641 07   | GENODEF1BCH |
| Eckernförder Bank eG Volksbank-Raiffeisenbank                         | Eckernförde                          | SH   | GV      | 3 (+ 7 SB)    | 576 Mio.              | 210 920 23   | GENODEF1EFO |
| Volksbank Eutin Raiffeisenbank eG                                     | Eutin                                | SH   | GV      | 5 (+ 9 SB)    | 651 Mio.              | 213 922 18   | GENODEF1EUT |
| VR Bank Nord eG                                                       | Flensburg                            | SH   | GV      | 16 (+ 1 SB)   | 5417 Mio.             | 217 635 42   | GENODEF1BDS |
| Dithmarscher Volks- und Raiffeisenbank eG                             | Heide                                | SH   | GV      | 8 (+ 1 SB)    | 785 Mio.              | 218 900 22   | GENODEF1DVR |
| Raiffeisenbank Elbmarsch eG                                           | Heist                                | SH   | GV      | 3             | 265 Mio.              | 221 631 14   | GENODEF1HTE |
| VR Bank Westküste eG                                                  | Husum                                | SH   | GV      | 16 (+ 3 SB)   | 2770 Mio.             | 217 625 50   | GENODEF1HUM |
| Volksbank Raiffeisenbank eG                                           | Itzehoe                              | SH   | GV      | 22            | 3655 Mio.             | 201 901 09   | GENODEF1HH4 |
| Kieler Volksbank eG                                                   | Kiel                                 | SH   | GV      | 11            | 2082 Mio.             | 210 900 07   | GENODEF1KIL |
| Raiffeisenbank eG                                                     | Lauenburg/Elbe                       | SH   | GV      | 3             | 488 Mio.              | 230 631 29   | GENODEF1RLB |
| Raiffeisenbank eG                                                     | Leezen                               | SH   | GV      | 4             | 318 Mio.              | 230 612 20   | GENODEF1LZN |
| Volksbank Lübeck eG                                                   | Lübeck                               | SH   | GV      | 9             | 1104 Mio.             | 230 901 42   | GENODEF1HLU |
| Raiffeisenbank Südstormarn Mölln eG                                   | Mölln                                | SH   | GV      | 9             | 1004 Mio.             | 200 691 77   | GENODEF1GRS |
| VR Bank zwischen den Meeren eG                                        | Neumünster                           | SH   | GV      | 19            | 4167 Mio.             | 213 900 08   | GENODEF1NSH |
| VR Bank Schleswig-Mittelholstein eG                                   | Osterrönfeld                         | SH   | GV      | 11 (+ 16 SB)  | 1848 Mio.             | 216 900 20   | GENODEF1SLW |
| Raiffeisenbank eG                                                     | Owschlag                             | SH   | GV      | 1             | 81 Mio.               | 200 696 41   | GENODEF1OWS |
| VR Bank in Holstein eG                                                | Pinneberg                            | SH   | GV      | 20            | 3935 Mio.             | 221 914 05   | GENODEF1PIN |
| Raiffeisenbank eG                                                     | Seestermühe                          | SH   | GVWE    | 1 (+ 1 SB)    | 142 Mio.              | 200 691 44   | GENODEF1SST |
| Sylter Bank eG                                                        | Sylt                                 | SH   | GV      | 2 (+ 3 SB)    | 726 Mio.              | 217 918 05   | GENODEF1SYL |
| Raiffeisenbank eG                                                     | Todenbüttel                          | SH   | GV      | 2             | 122 Mio.              | 214 646 71   | GENODEF1TOB |
| Vereinigte VR Bank eG                                                 | Wyk auf Föhr                         | SH   | GVWE    | 6 (+ 3 SB)    | 557 Mio.              | 217 919 06   | GENODEF1WYK |
| VR-Bank Bad Salzungen Schmalkalden eG                                 | Bad Salzungen                        | TH   | GV      | 8 (+ 11 SB)   | 1525 Mio.             | 840 947 54   | GENODEF1SAL |
| VR Bank Ihre Heimatbank eG                                            | Eisenach                             | TH   | GV      | 10            | 764 Mio.              | 820 640 88   | GENODEF1ESA |
| Volksbank Eisenberg eG                                                | Eisenberg                            | TH   | GV      | 1 (+ 3 SB)    | 581 Mio.              | 830 944 94   | GENODEF1ESN |
| Volksbank Thüringen Mitte eG                                          | Erfurt                               | TH   | GV      | 12            | 1484 Mio.             | 840 948 14   | GENODEF1SHL |
| Raiffeisen-Volksbank Hermsdorfer Kreuz eG                             | Hermsdorf                            | TH   | GVB     | 3             | 141 Mio.              | 830 644 88   | GENODEF1HMF |
| Volksbank eG Gera · Jena · Rudolstadt                                 | Jena                                 | TH   | GV      | 14            | 1852 Mio.             | 830 944 54   | GENODEF1RUJ |
| VR Bank in Thüringen eG                                               | Mühlhausen                           | TH   | GV      | 22 (+ 12 SB)  | 1960 Mio.             | 820 640 38   | GENODEF1MU2 |
| VR-Bank Altenburger Land eG                                           | Schmölln                             | TH   | GV      | 5 (+ 4 SB)    | 1197 Mio.             | 830 654 08   | GENODEF1SLR |
| VR Bank Weimar eG                                                     | Weimar                               | TH   | GV      | 8             | 546 Mio.              | 820 641 88   | GENODEF1WE1 |

## Sparda-Banken
Alle Sparda-Banken sind im Verband der Sparda-Banken e. V. organisiert
| Name                             | Sitz              | Land | Filialen     | Bankleitzahl                                | BIC                                             |
| -------------------------------- | ----------------- | ---- | ------------ | ------------------------------------------- | ----------------------------------------------- |
| Sparda-Bank Augsburg eG          | Augsburg          | BY   | 7 (+ 5 SB)   | 720 905 00                                  | GENODEF1S03                                     |
| Sparda-Bank Baden-Württemberg eG | Stuttgart         | BW   | 36 (+ 51 SB) | 600 908 00                                  | GENODEF1S02                                     |
| Sparda-Bank Berlin eG            | Berlin            | BE   | 77 (+ 53 SB) | 120 965 97                                  | GENODEF1S10                                     |
| Sparda-Bank Hamburg eG           | Hamburg           | HH   | 19 (+ 12 SB) | 206 905 00                                  | GENODEF1S11                                     |
| Sparda-Bank Hannover eG          | Hannover          | NI   | 11 (+ 19 SB) | 250 905 00                                  | GENODEF1S09                                     |
| Sparda-Bank Hessen eG            | Frankfurt am Main | HE   | 36 (+ 23 SB) | 500 905 00                                  | GENODEF1S12                                     |
| Sparda-Bank München eG           | München           | BY   | 33 (+ 26 SB) | 700 905 00                                  | GENODEF1S04                                     |
| Sparda-Bank Nürnberg eG          | Nürnberg          | BY   | 13 (+ 6 SB)  | 760 905 00                                  | GENODEF1S06                                     |
| Sparda-Bank Ostbayern eG         | Regensburg        | BY   | 13 (+ 10 SB) | 750 905 00                                  | GENODEF1S05                                     |
| Sparda-Bank Südwest eG           | Mainz             | RP   | 38           | 550 905 00                                  | GENODEF1S01                                     |
| Sparda-Bank West eG              | Düsseldorf        | NW   | 45 (+ 55 SB) | 330 605 92 360 605 91 370 605 90 400 605 60 | GENODED1SPW GENODED1SPE GENODED1SPK GENODEF1S08 |

## PSD Banken
Alle PSD Banken sind im Verband der Verband der PSD Banken e. V. organisiert
| Name                           | Sitz         | Land | Filialen | Bankleitzahl | BIC         |
| ------------------------------ | ------------ | ---- | -------- | ------------ | ----------- |
| PSD Bank Berlin-Brandenburg eG | Berlin       | BE   | 1        | 100 909 00   | GENODEF1P01 |
| PSD Bank Braunschweig eG       | Braunschweig | NI   | 3        | 270 909 00   | GENODEF1P02 |
| PSD Bank Hannover eG           | Hannover     | NI   | 1        | 250 909 00   | GENODEF1P09 |
| PSD Bank Hessen-Thüringen eG   | Eschborn     | HE   | 3        | 500 909 00   | GENODEF1P06 |
| PSD Bank Karlsruhe-Neustadt eG | Karlsruhe    | BW   | 6        | 660 909 00   | GENODEF1P10 |
| PSD Bank Koblenz eG            | Koblenz      | RP   | 2        | 570 909 00   | GENODEF1P12 |
| PSD Bank München eG            | Augsburg     | BY   | 2        | 720 909 00   | GENODEF1P14 |
| PSD Bank Nord eG               | Hamburg      | HH   | 8        | 200 909 00   | GENODEF1P08 |
| PSD Bank Nürnberg eG           | Nürnberg     | BY   | 7        | 760 909 00   | GENODEF1P17 |
| PSD Bank RheinNeckarSaar eG    | Stuttgart    | BW   | 3        | 600 909 00   | GENODEF1P20 |
| PSD Bank Rhein-Ruhr eG         | Düsseldorf   | NW   | 2        | 300 609 92   | GENODEF1P05 |
| PSD Bank West eG               | Köln         | NW   | 4        | 370 609 93   | GENODEF1P13 |

## Sonstige Genossenschaftsbanken
| Name                                                              | Sitz                     | Land | Verband | Filialen | Bankleitzahl | BIC         |
| ----------------------------------------------------------------- | ------------------------ | ---- | ------- | -------- | ------------ | ----------- |
| BBBank eG                                                         | Karlsruhe                | BW   | BWGV    | 72       | 660 908 00   | GENODE61BBB |
| Hausbank München eG Bank für Haus- und Grundbesitz                | München                  | BY   | GVB     | 1        | 700 901 00   | GENODEF1M04 |
| Münchener Hypothekenbank eG                                       | München                  | BY   | BWGV    | 11       | 701 105 00   | MHYPDEMMXXX |
| Evenord-Bank eG-KG                                                | Nürnberg                 | BY   |         | 1        | 760 904 00   | GENODEF1N03 |
| LIGA Bank eG                                                      | Regensburg               | BY   | GVB     | 12       | 750 903 00   | GENODEF1M05 |
| VR Bank Niederbayern-Oberpfalz eG                                 | Regensburg               | BY   | FGV     | 3        | 750 909 00   | GENODEF1P18 |
| Edekabank AG                                                      | Hamburg                  | HH   | GV      | 1        | 200 907 00   | EDEKDEHHXXX |
| Freikirchen.Bank eG                                               | Bad Homburg vor der Höhe | HE   | GV      | 1        | 500 921 00   | GENODE51BH2 |
| Kurhessische Landbank eG                                          | Kassel                   | HE   | GV      | 1        | 520 602 08   | GENODEF1KS2 |
| Evangelische Bank eG                                              | Kassel                   | HE   | GV      | 13       | 520 604 10   | GENODEF1EK1 |
| DZB Bank GmbH                                                     | Mainhausen               | HE   | GV      | 2        | 506 913 00   | DZBMDEF1XXX |
| GLS Gemeinschaftsbank eG                                          | Bochum                   | NW   | GV      | 7        | 430 609 67   | GENODEM1GLS |
| Bank für Kirche und Diakonie eG – KD-Bank                         | Dortmund                 | NW   | GV      | 3        | 350 601 90   | GENODED1DKD |
| Deutsche Apotheker- und Ärztebank eG                              | Düsseldorf               | NW   | GV      | 80       | 300 606 01   | DAAEDEDDXXX |
| Bank im Bistum Essen eG                                           | Essen                    | NW   | GV      | 1        | 360 602 95   | GENODED1BBE |
| SozialBank AG                                                     | Köln                     | NW   |         | 14       | 370 205 00   | BFSWDE33XXX |
| DKM Darlehnskasse Münster eG                                      | Münster                  | NW   | GV      | 1        | 400 602 65   | GENODEM1DKM |
| Pax-Bank für Kirche und Caritas eG                                | Paderborn                | NW   | GV      | 9        | 370 601 93   | GENODED1PAX |
| Spar- und Kreditbank des Bundes Freier evangelischer Gemeinden eG | Witten                   | NW   | GV      | 1        | 452 604 75   | GENODEM1BFG |

## Abkürzungsverzeichnis
- eG: eingetragene Genossenschaft
- VR: Volks- und Raiffeisenbank